# VW T5/T6
| Sterne im Euro-NCAP-Crashtest |

T5 (Typ 7H/7E) und T6 (Typ SG/SH) sind Bezeichnungen des VW-Busses der Marke Volkswagen Nutzfahrzeuge. Ursprünglich 2003 als T5 auf den Markt gekommen, wurde das Fahrzeug seit dem zweiten Facelift im Juli 2015 als T6 vermarktet. Es war bis März 2023 als Kleintransporter und Kleinbus erhältlich.

## Modellgeschichte

### Allgemeines
Wie der Vorgänger verfügt er über einen quer eingebauten Frontmotor und Vorderradantrieb. Die stärkeren Motorisierungen waren auch mit Automatikgetriebe und/oder Allradantrieb erhältlich. Die Seitenwände wurden nun aus einem einzigen Blechteil gepresst, dadurch entfiel die senkrechte Naht zwischen den Blechteilen. Am Fahrerplatz ist der nun joystickartige Schalthebel in die Schalttafel verlegt und betätigt das Getriebe über Seilzüge.
Das Fahrzeug hat Einzelradaufhängung an Vorder- und Hinterachse. Die Vorderachse ist über einen Fahrschemel mit dem Fahrzeug verbunden und besteht aus MacPherson-Federbeinen und unteren Dreiecksquerlenkern. Sie verfügt über einen Stabilisator zur Wankreduzierung. Die Hinterachse ist als Schräglenkerachse mit Miniblock-Federn und separaten Stoßdämpfern ausgeführt. Die Bremsanlage hat vorne und hinten innenbelüftete Bremsscheiben mit Einkolben-Schwimmsätteln. Als Lenkung kam eine Zahnstangenlenkung mit hydraulischer Servounterstützung zum Einsatz (elektronisch ab 2019).
Das Fahrzeug wurde im Volkswagenwerk Hannover und im polnischen Posen gebaut. Bei der Camping-Version California wurde das Basisfahrzeug (aus Hannover-Stöcken) in Hannover-Limmer zum Reisemobil ausgebaut.
Die Gliederung des Modellprogrammes bestand aus dem Nutzfahrzeug Transporter und den PKW-Versionen. Der Transporter war als Kombi, Kastenwagen, Pritsche, Doppelkabine oder nur mit Fahrgestell (für Fremdaufbauten) lieferbar. Die PKW-Versionen sind als Caravelle, Multivan und California lieferbar. Caravelle war das Einstiegsmodell der PKW-Version. Multivan die Top-Version und verfügte über verschiebbare Sitze. California war die Wohnmobil-Version. Als Rockton wurde eine geländegängige Variante des Transporters für bis zu fünf Passagiere bezeichnet.
Es war die erste Bus-Generation, die aufgrund einer fehlenden Zulassung nicht mehr in die USA exportiert wurde.
Ab Ende 2006 waren die Dieselversionen mit Rußpartikelfilter (DPF) erhältlich.
Der T6.1 wurde als Transporter, Caravelle und Multivan mit 150 kW (204 PS) und Allradantrieb auch nach dem Erscheinen des T7 2021 zunächst weitergebaut, war aber ab März 2023 nicht mehr bestellbar. Nur die Camping-Version California wurde zunächst weiter angeboten. Im Juli 2024 wurde schließlich die Produktion der Baureihe eingestellt.
Der Nachfolger des T6.1 ist der VW T7 auf Basis des Ford Transit Custom. Er kam Anfang 2025 auf den Markt und wird im türkischen Ford-Werk hergestellt.

### Galerie

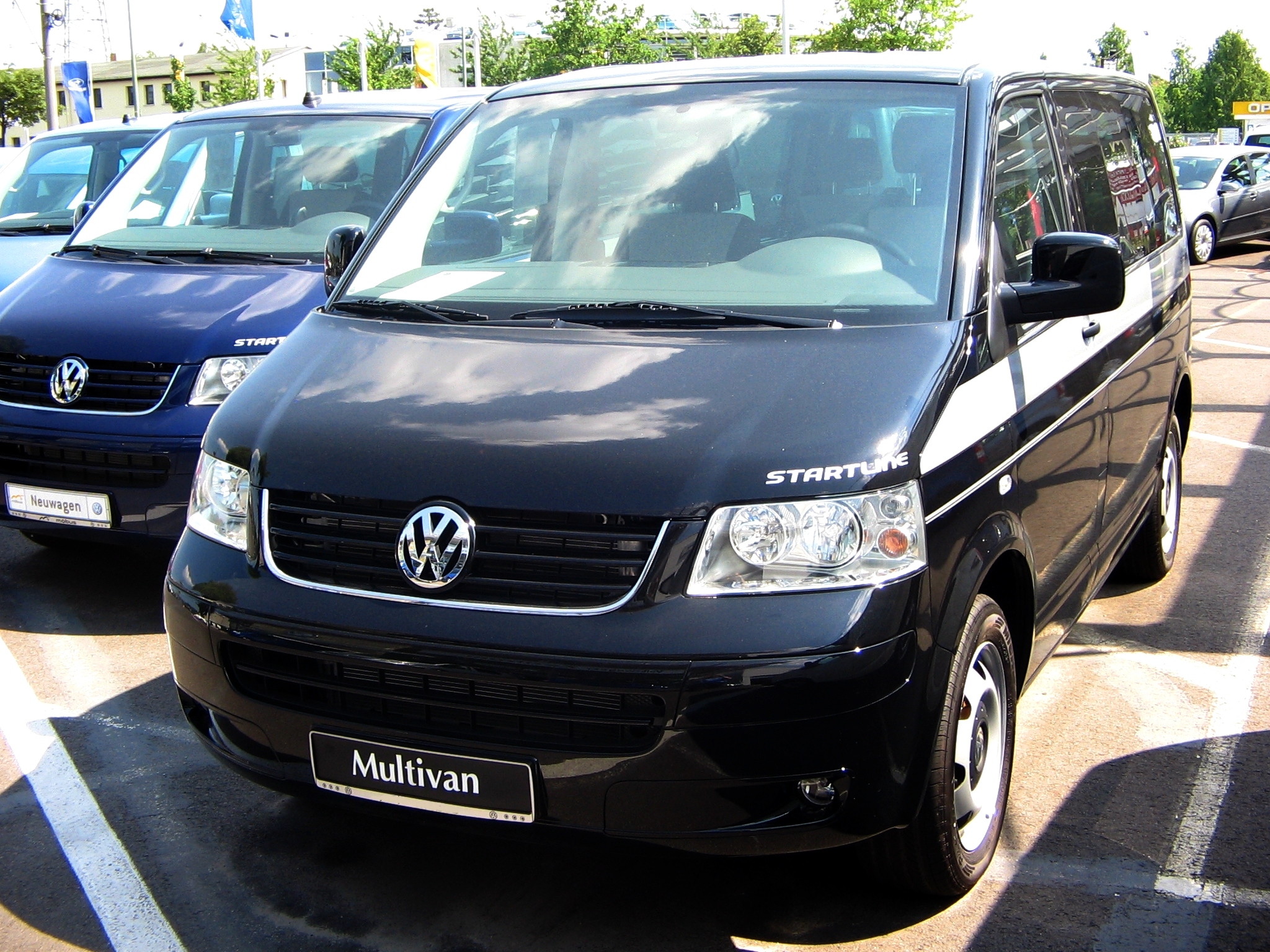
VW Multivan Startline
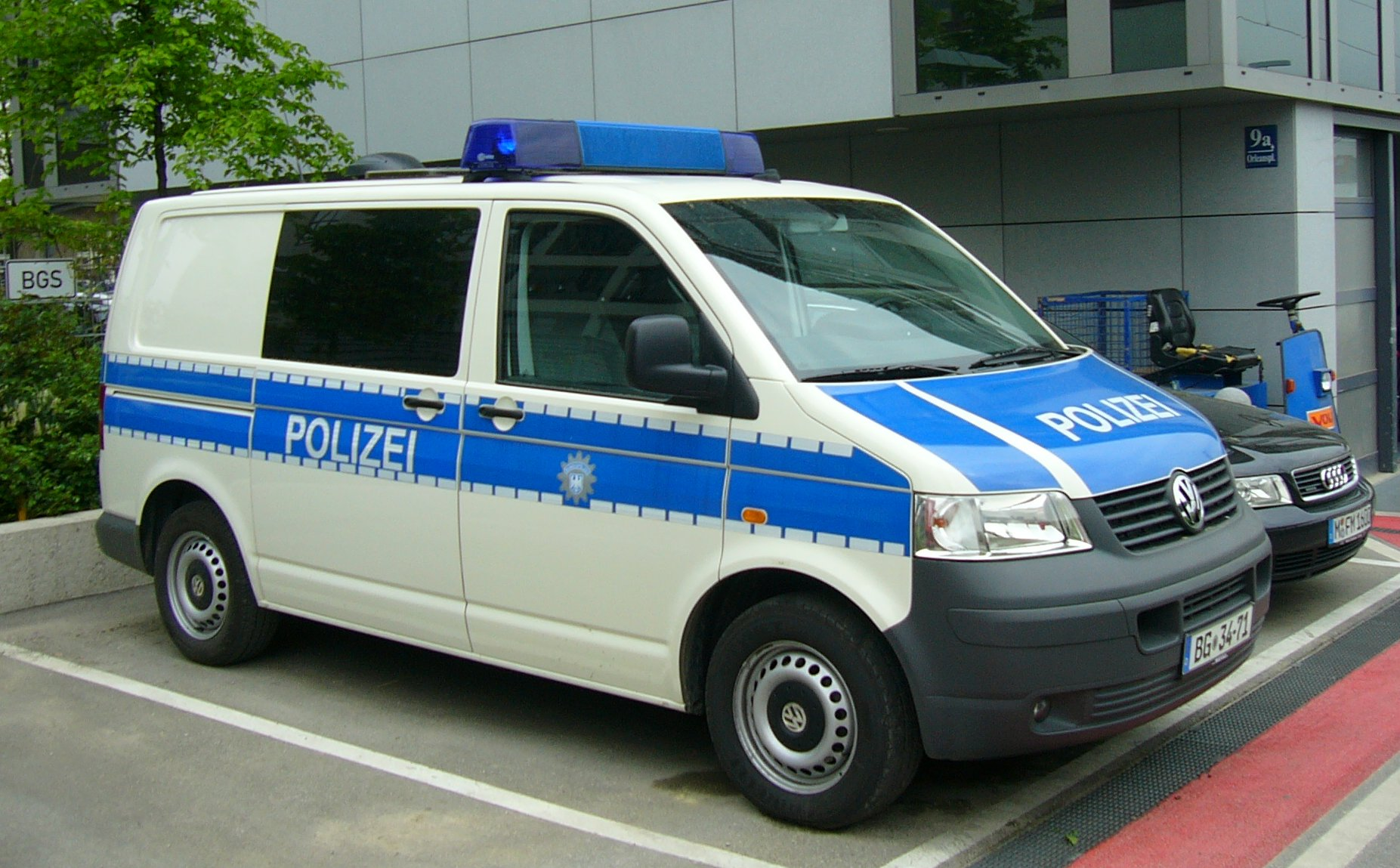
Ein T5 der Bundespolizei
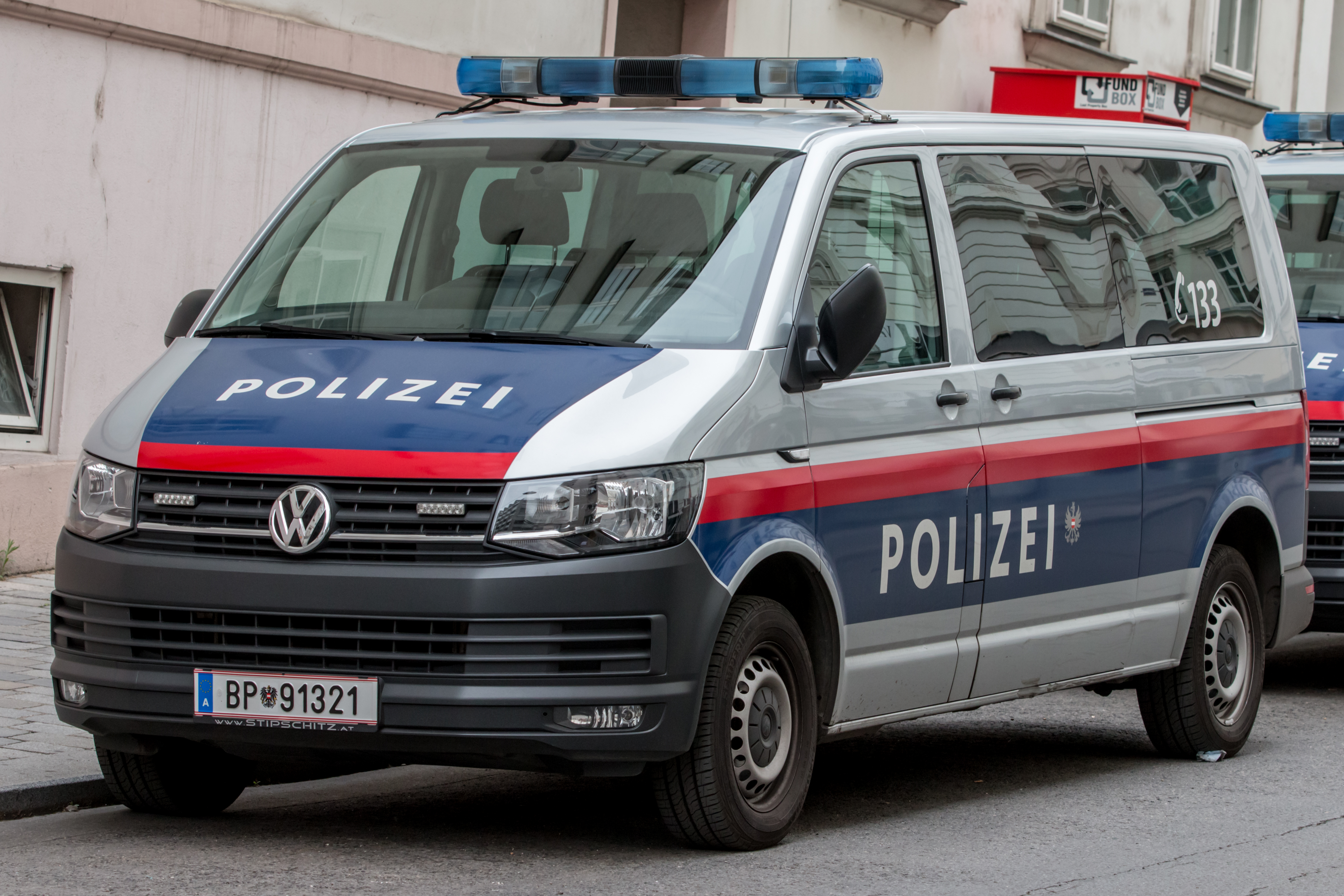
Ein T6 der österreichischen Bundespolizei
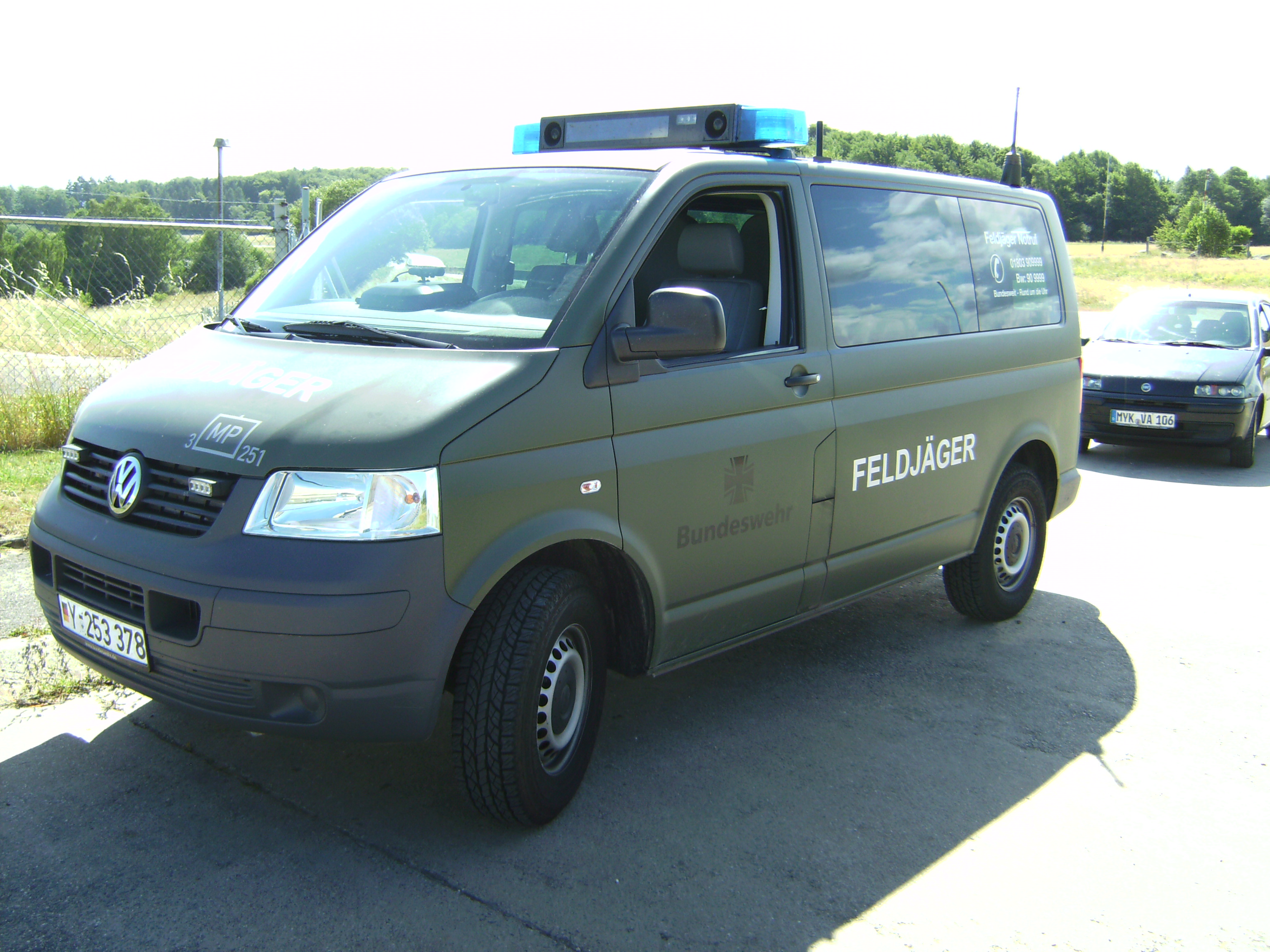
Ein T5 der Bundeswehr
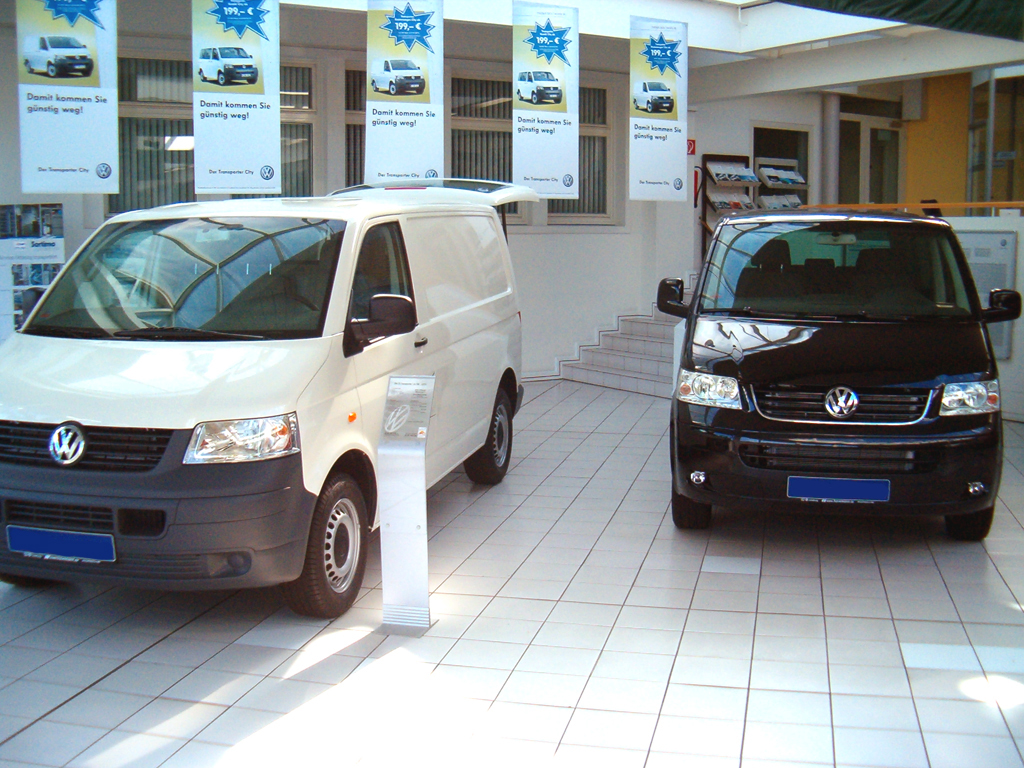
T5 als Kastenwagen und Kleinbus
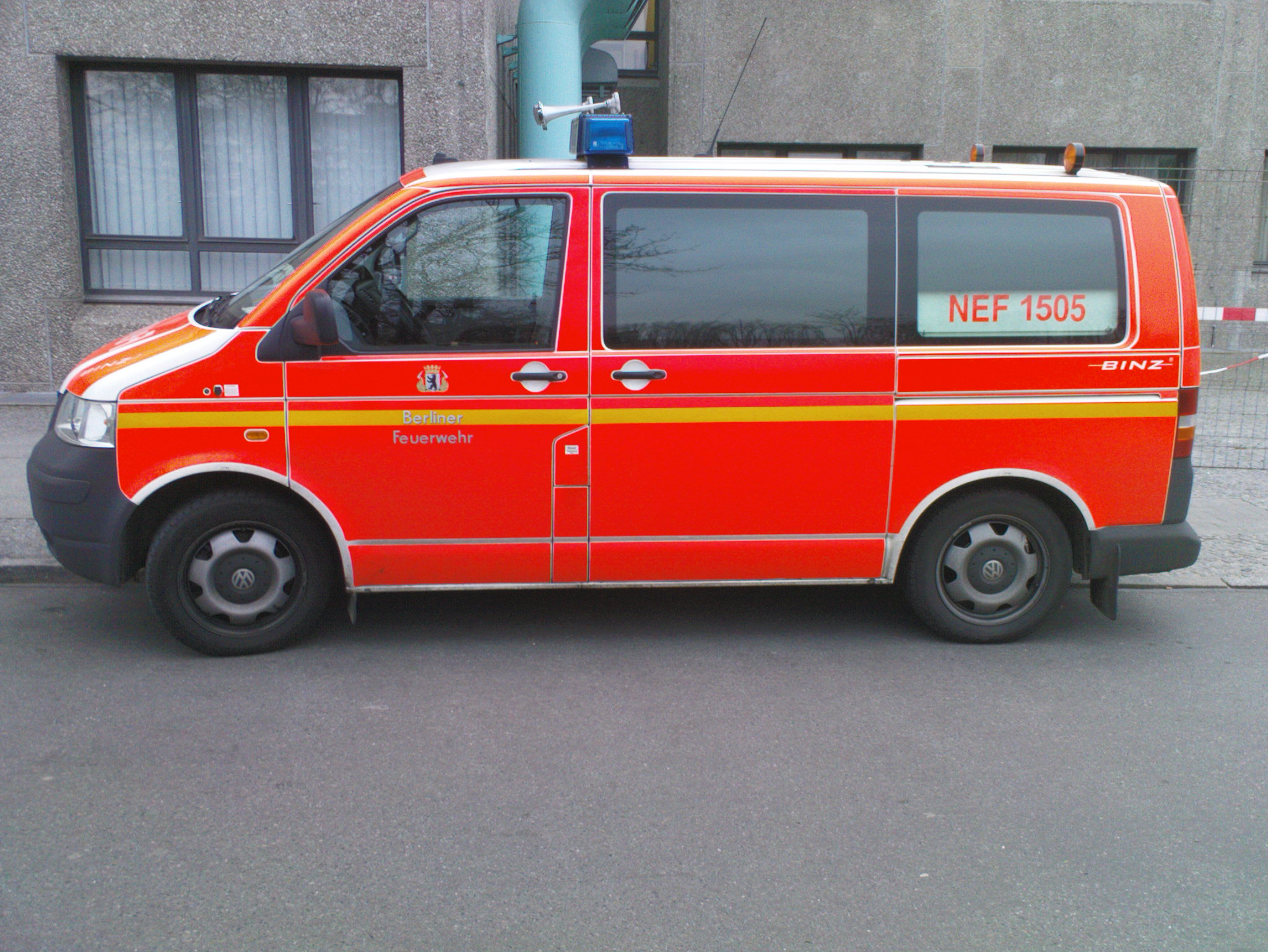
Notarzteinsatzfahrzeug
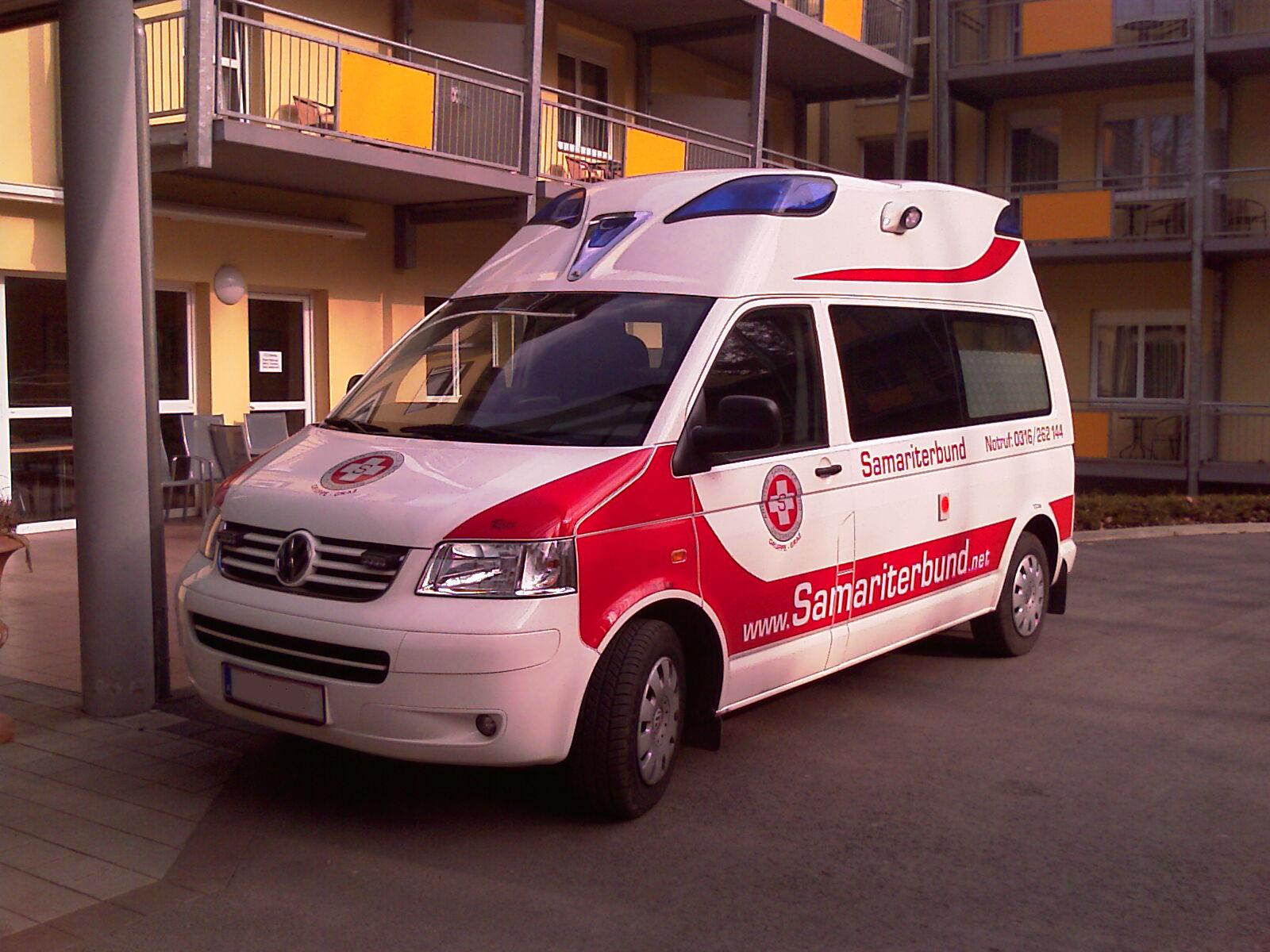
Notfallkrankenwagen
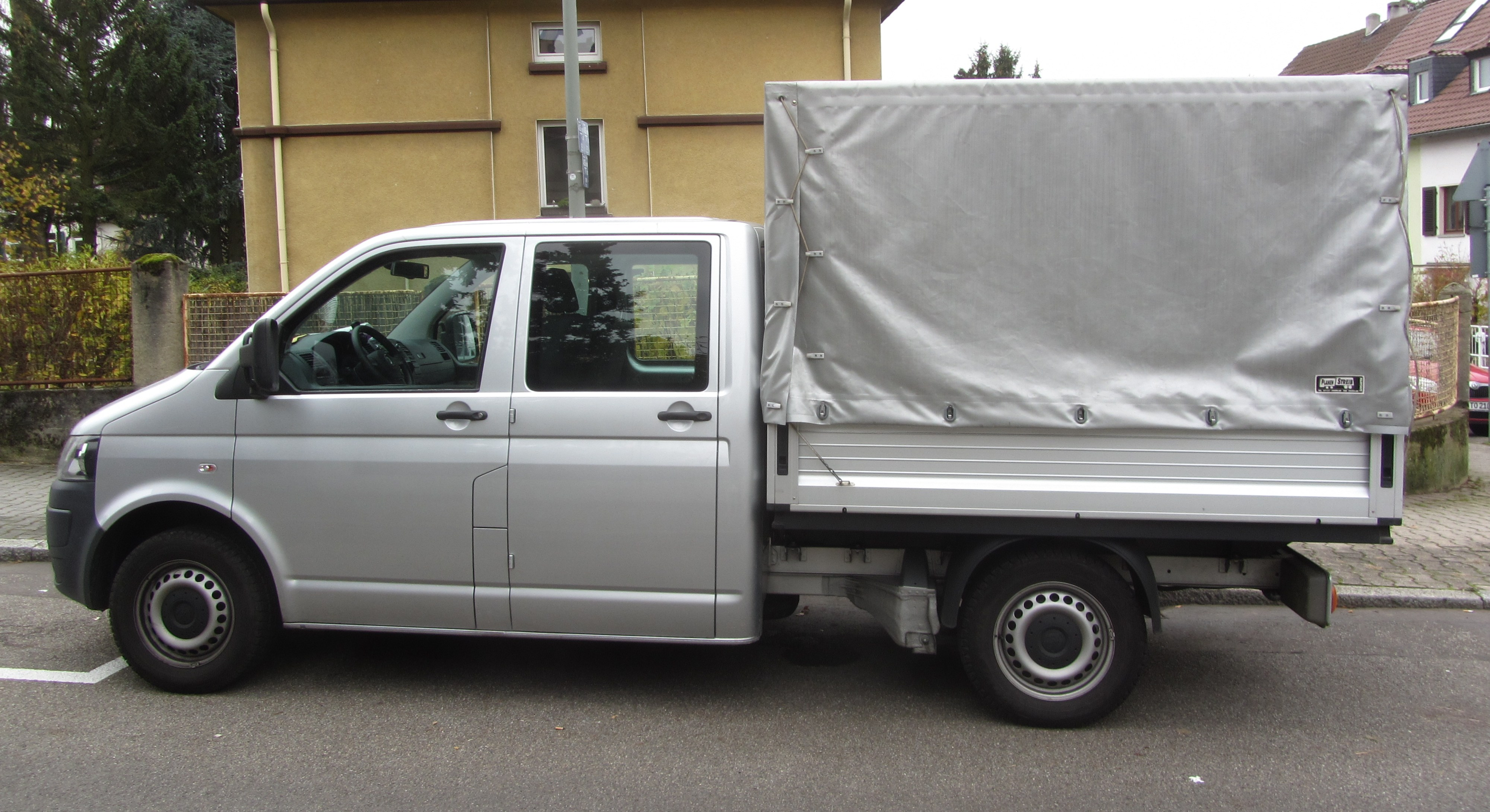
T5 Doppelkabine mit Pritsche
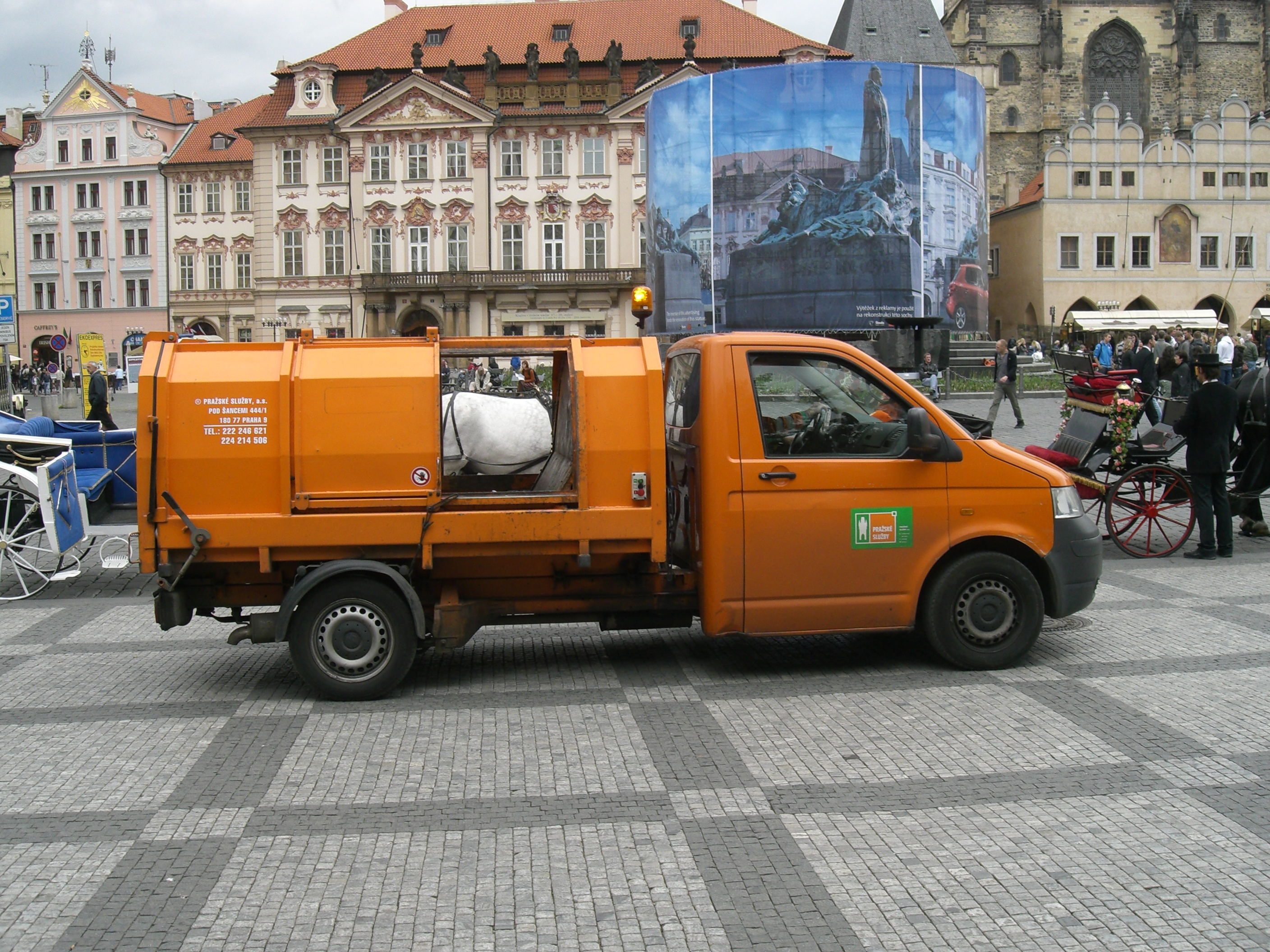
Mit Sonderaufbau als Müllsammler
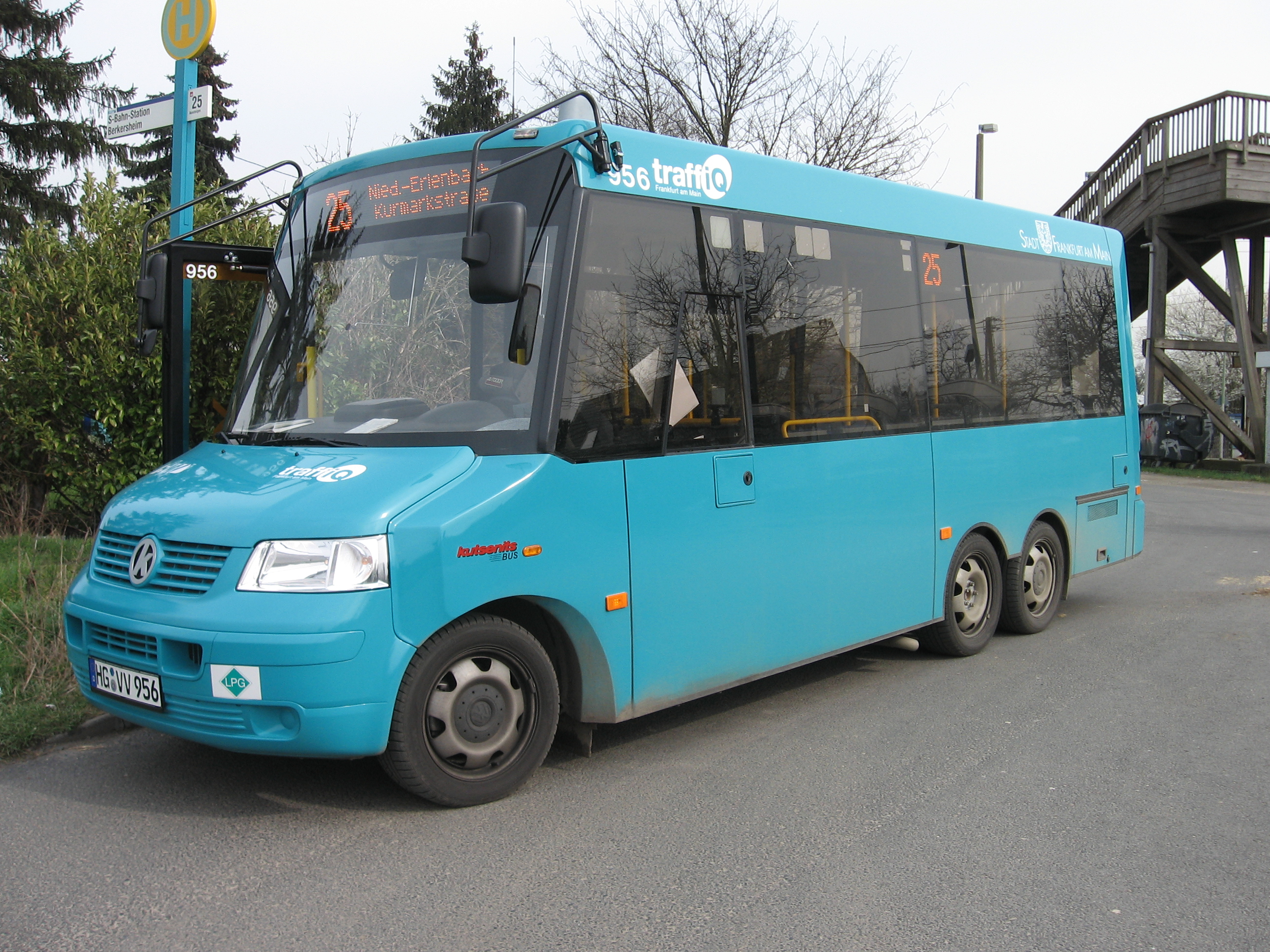
Minibus auf Basis des T5
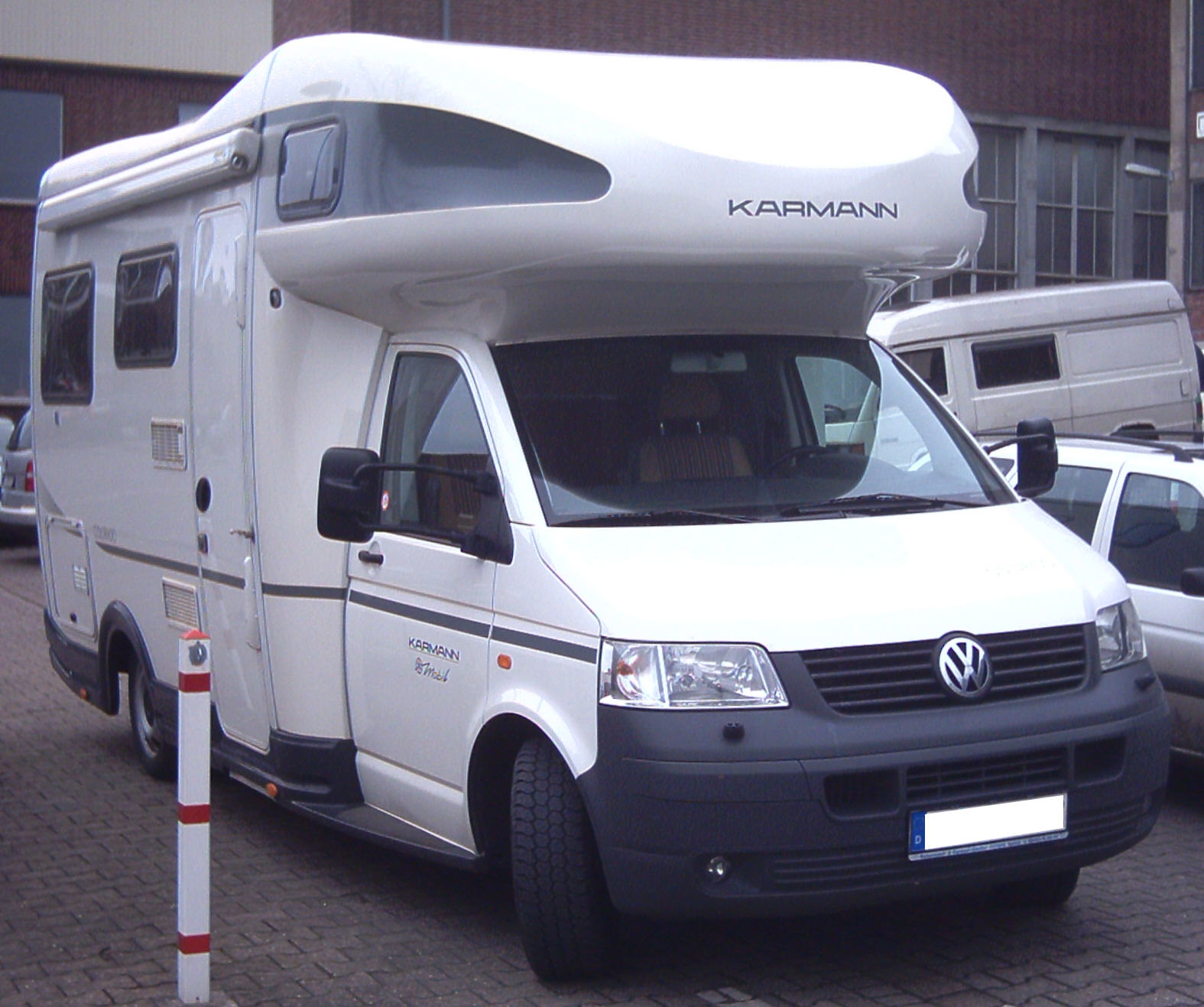
Wohnmobil auf Basis des T5

## Modellpflege

### 2006: T5.1 – Überarbeitung der Motoren
Im Herbst 2006 überarbeitete VW den T5 technisch und änderte die Modellbezeichnung intern auf T5.1. Die Optik blieb identisch. Die Motorkennbuchstaben der 5-Zylinder-Motoren wurden von Axx auf Bxx geändert und ein Dieselrußpartikelfilter (DPF) war nun Standard. Bauteile im Bereich der Dieselinjektoren, der Ventilsteuerung und des Abgaskrümmers wurden verbessert.

### 2009: T5.2 – 1. Facelift
Im Herbst 2009 überarbeitete VW den T5. Neben einem Facelift mit neuen breiteren Scheinwerfern, neu geformtem Kühlergrill, Stoßfängern und Rückspiegeln gab es auch Neuerungen bei der Technik und im Innenraum.
Es gab neue Vierzylinder-Dieselmotoren mit 2,0 Litern Hubraum und Common-Rail-Einspritzung, die in verschiedenen Leistungsstufen von 62 kW (84 PS) bis 132 kW (179 PS) mit einem oder zwei Turboladern (Biturbo) angeboten wurden. Die Fünfzylinder entfielen. Alle Versionen erfüllten am Prüfstand die EU-5-Abgasnorm. Der Ottomotor mit 85 kW (116 PS) blieb vorerst unverändert im Programm. Außerdem bot Volkswagen den T5 mit einem turbogeladenen 2,0-Liter-Ottomotor (TSI) in zwei Leistungsstufen anstelle des bisherigen 3,2-Liter-VR6 an. Erstmals wurde ein Siebengang-Doppelkupplungsgetriebe angeboten.

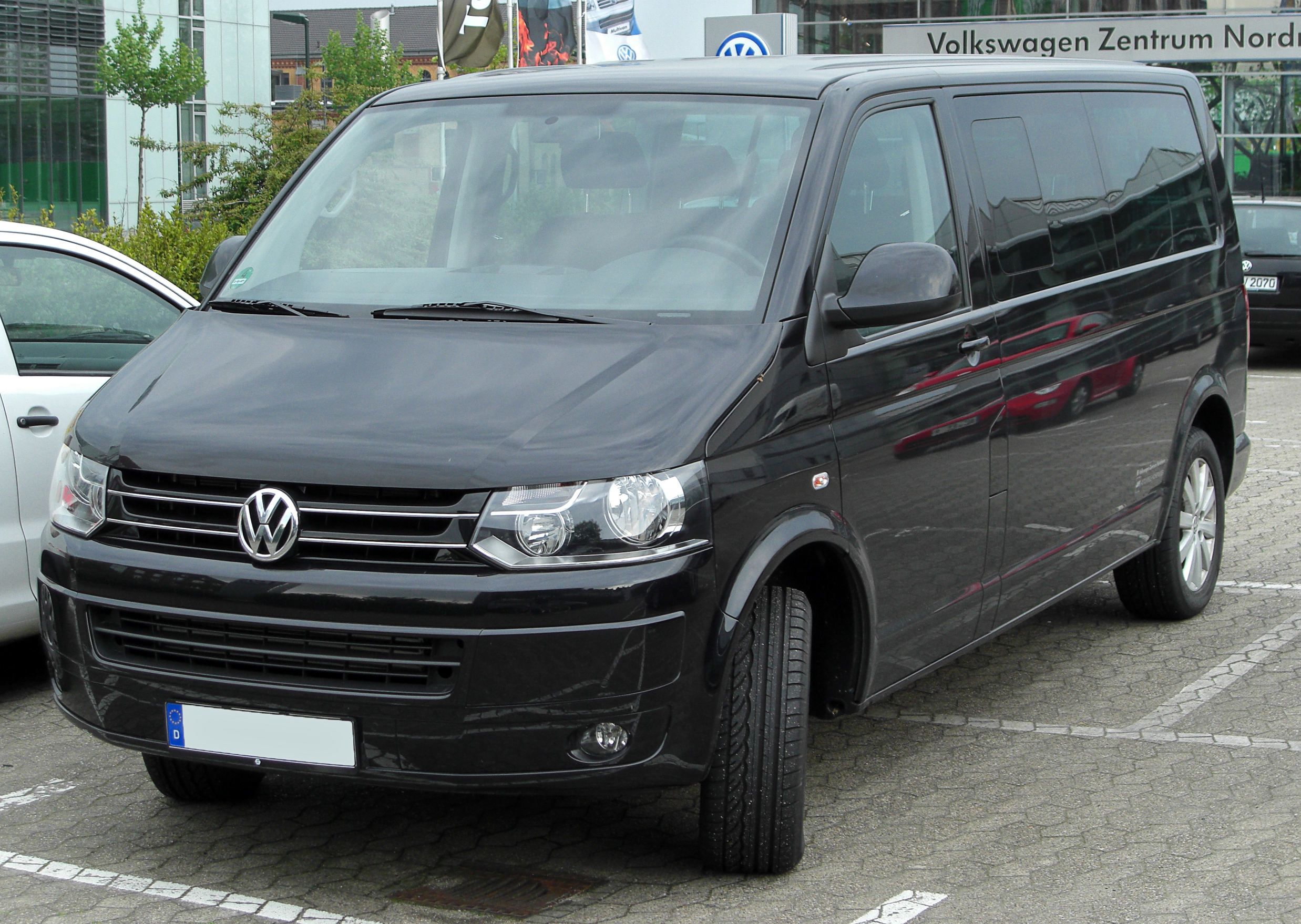
VW Caravelle TDI (2009–2015)
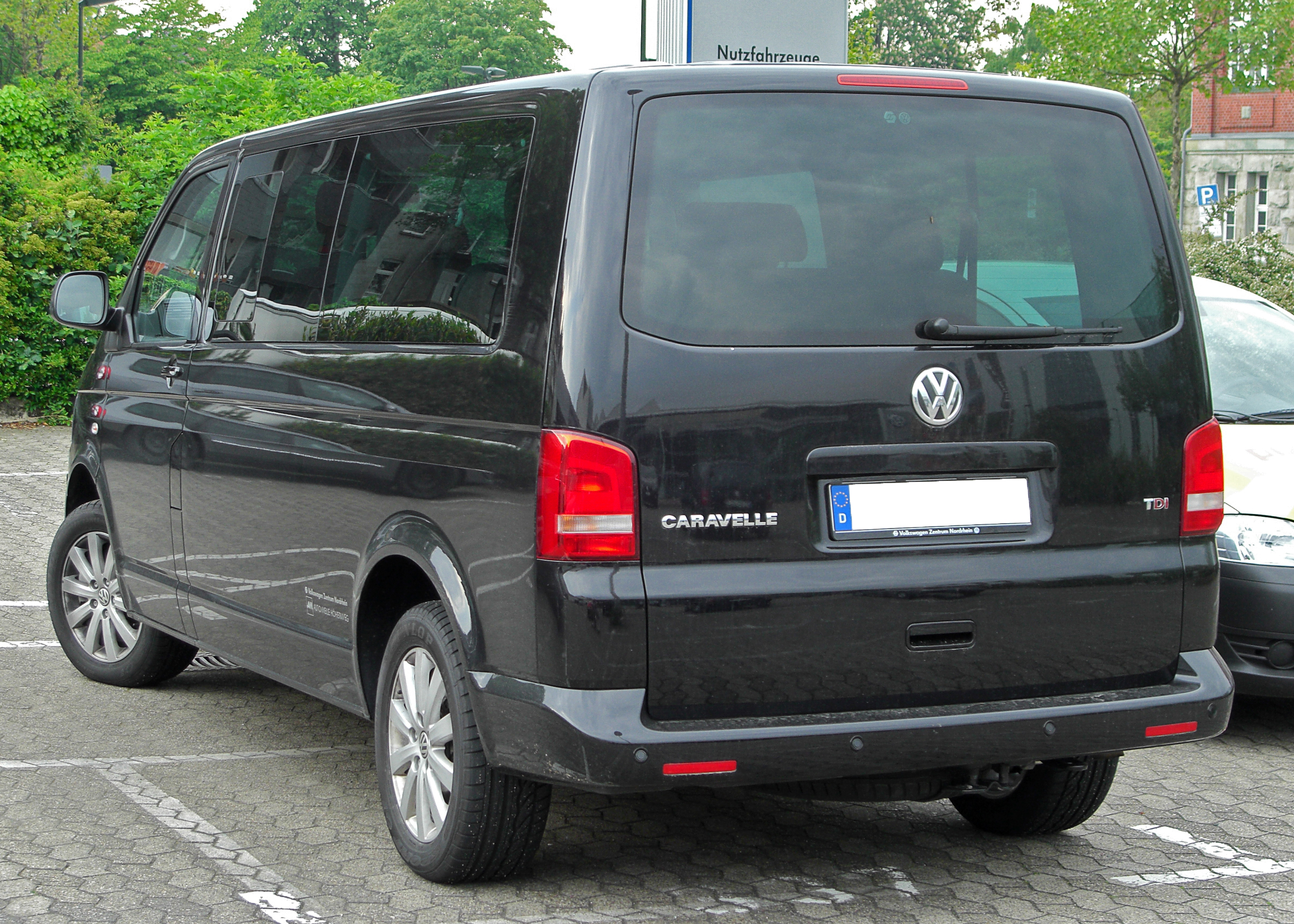
Heckansicht
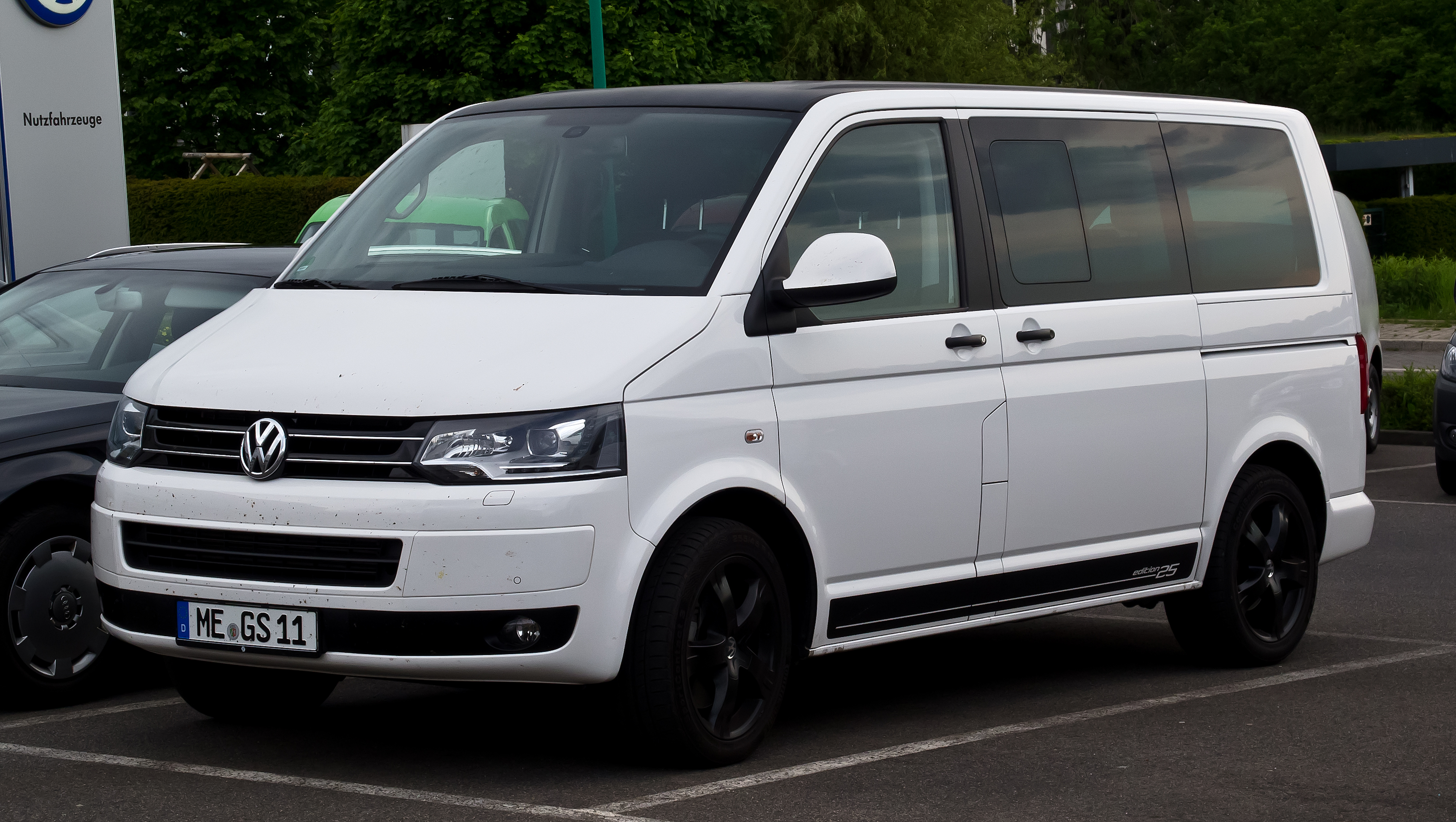
VW Multivan Edition 25 (2011–2015)
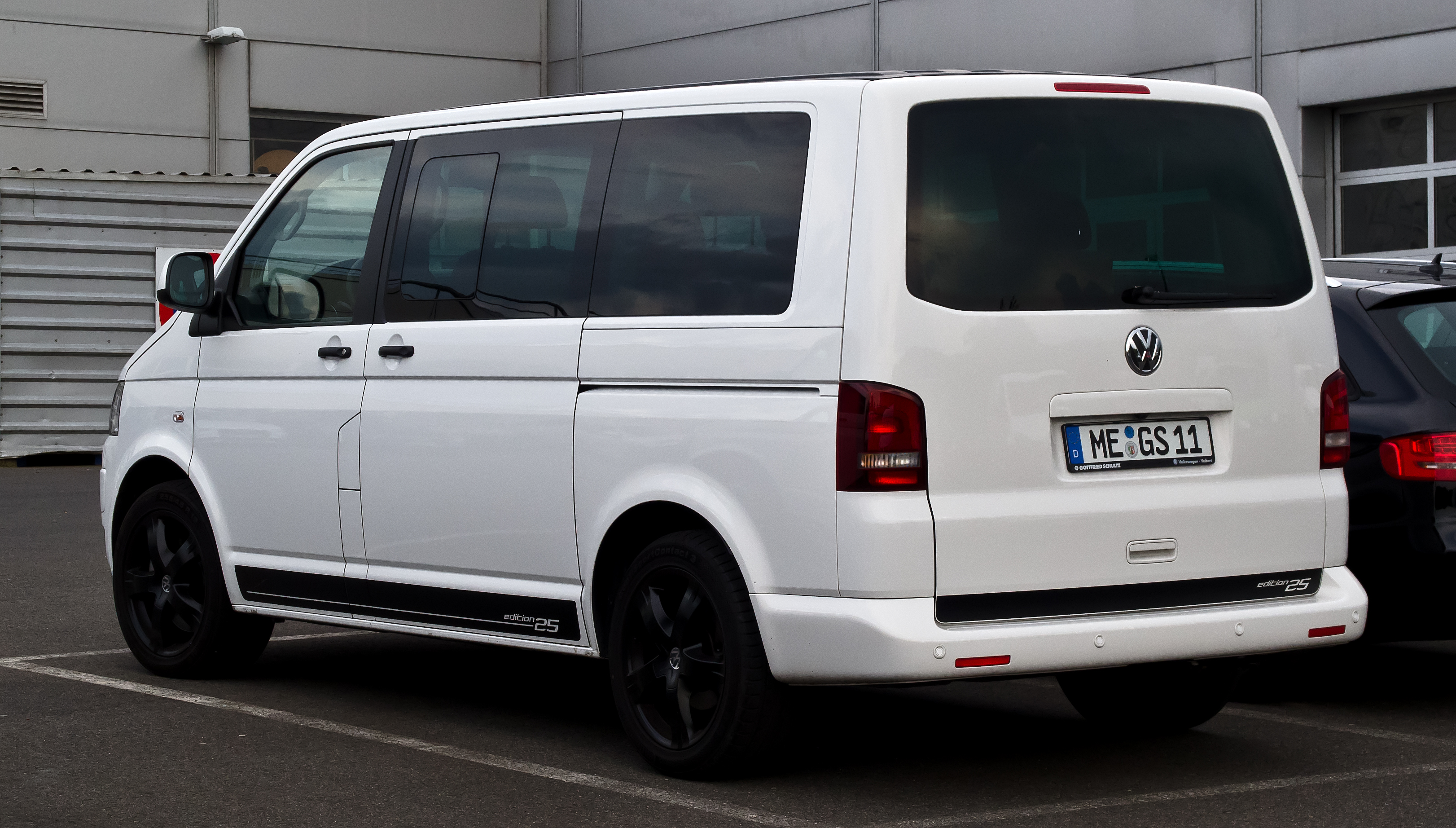
Heckansicht

### 2015: T6 – 2. Facelift
In einer zweiten Überarbeitung erfolgte die Umbenennung in T6. Es gab optische Änderungen an der Motorhaube, den vorderen Kotflügeln, den Stoßfängern, den Scheinwerfern, den Rückleuchten sowie der Heckklappe. Im Innenraum wurden das Armaturenbrett und das Lenkrad sowie die Assistenz- und Infotainmentsysteme verändert. Des Weiteren wurden das Fahrwerk und die Geräuschdämmung verbessert.
Beim Antriebsstrang wurde die neue Dieselmotorenbaureihe VW EA288 eingeführt. Um die Abgasnorm Euro 6 zu erfüllen, ist sie mit einer SCR-Abgasnachbehandlung ausgestattet. Der Tank für die notwendige Harnstofflösung AUS 32 hat ein Volumen von 13 Litern für eine Reichweite von etwa 7000 km.

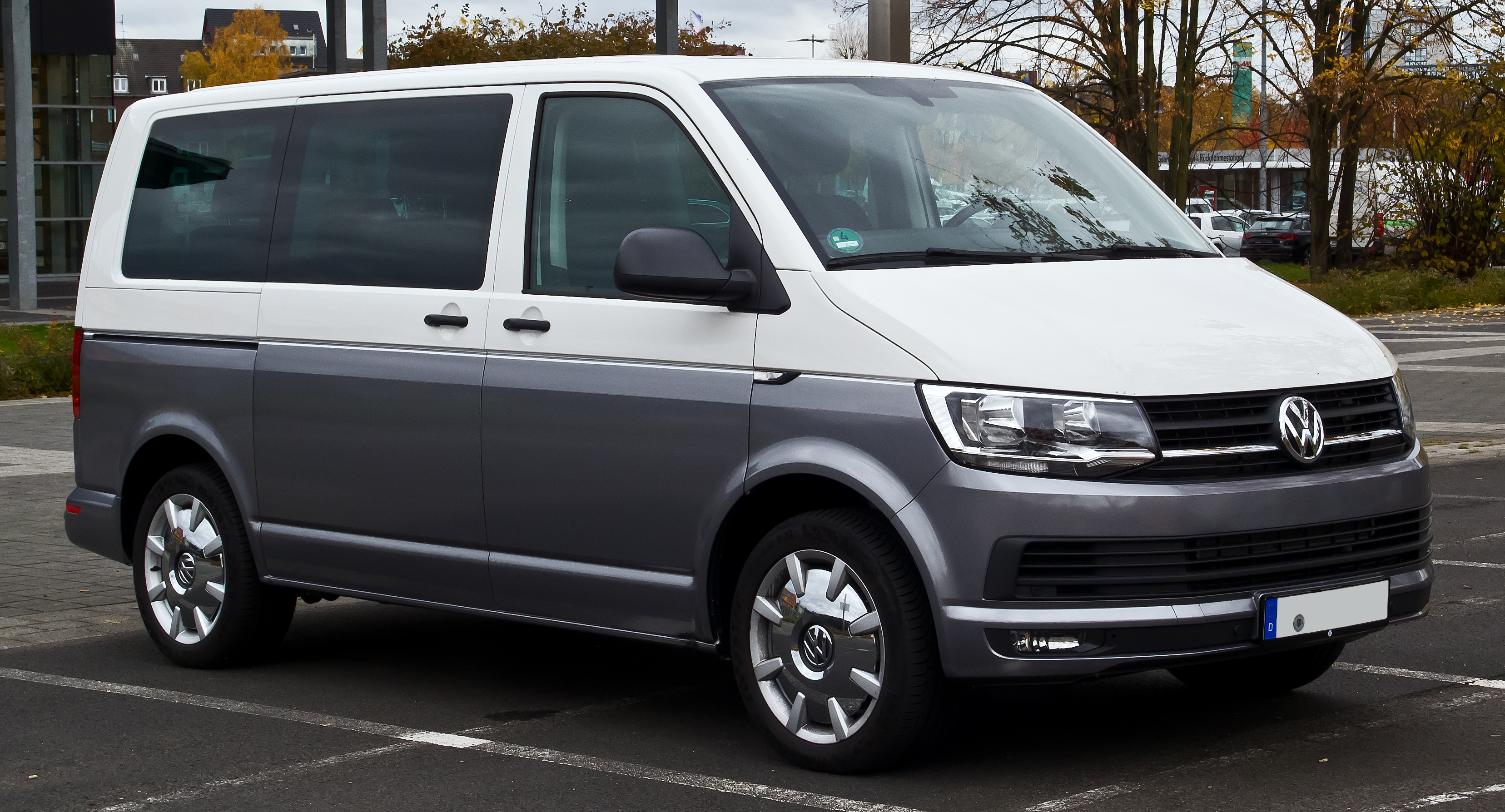
VW T6 Multivan (2015–2019)
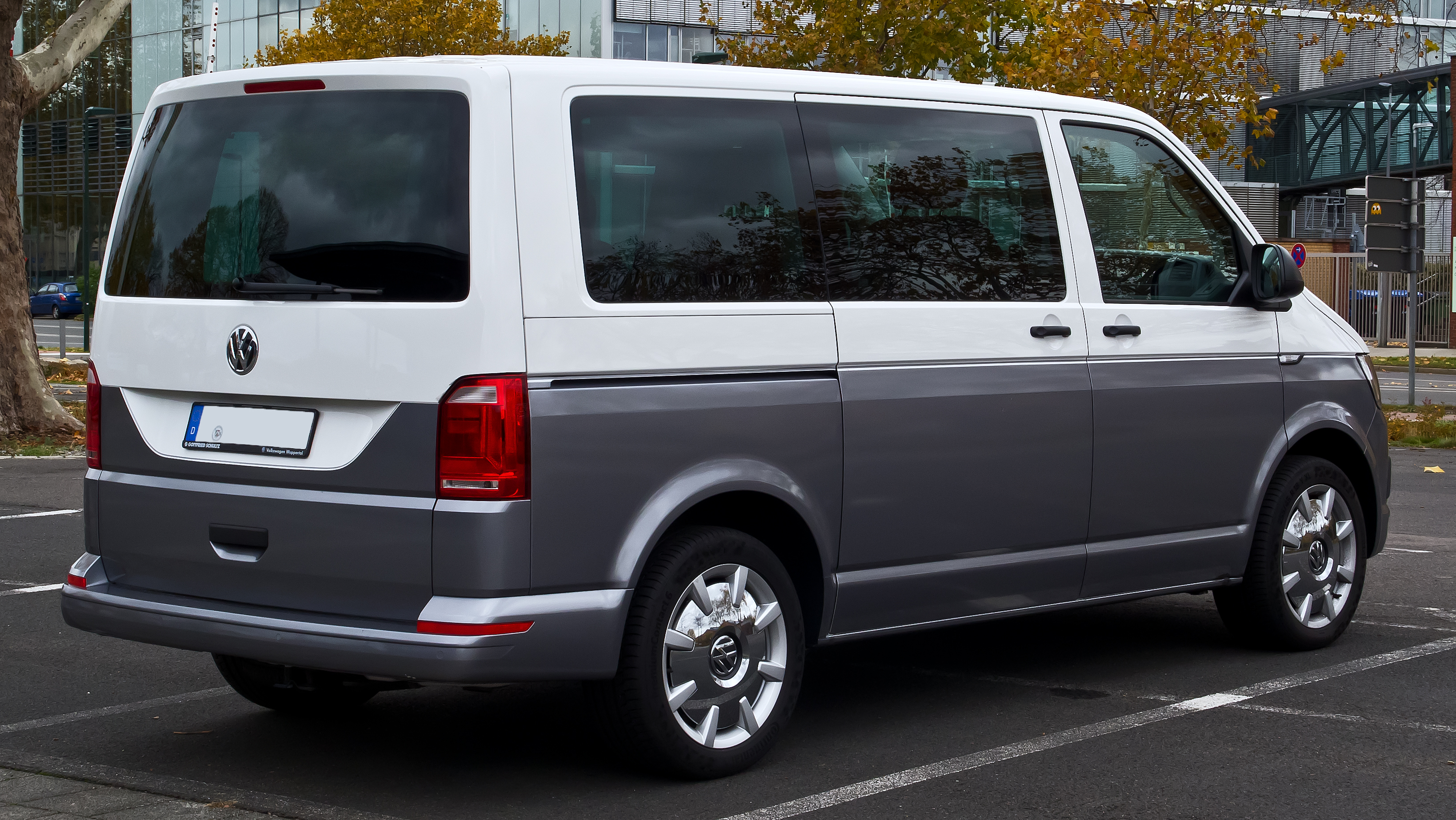
Heckansicht
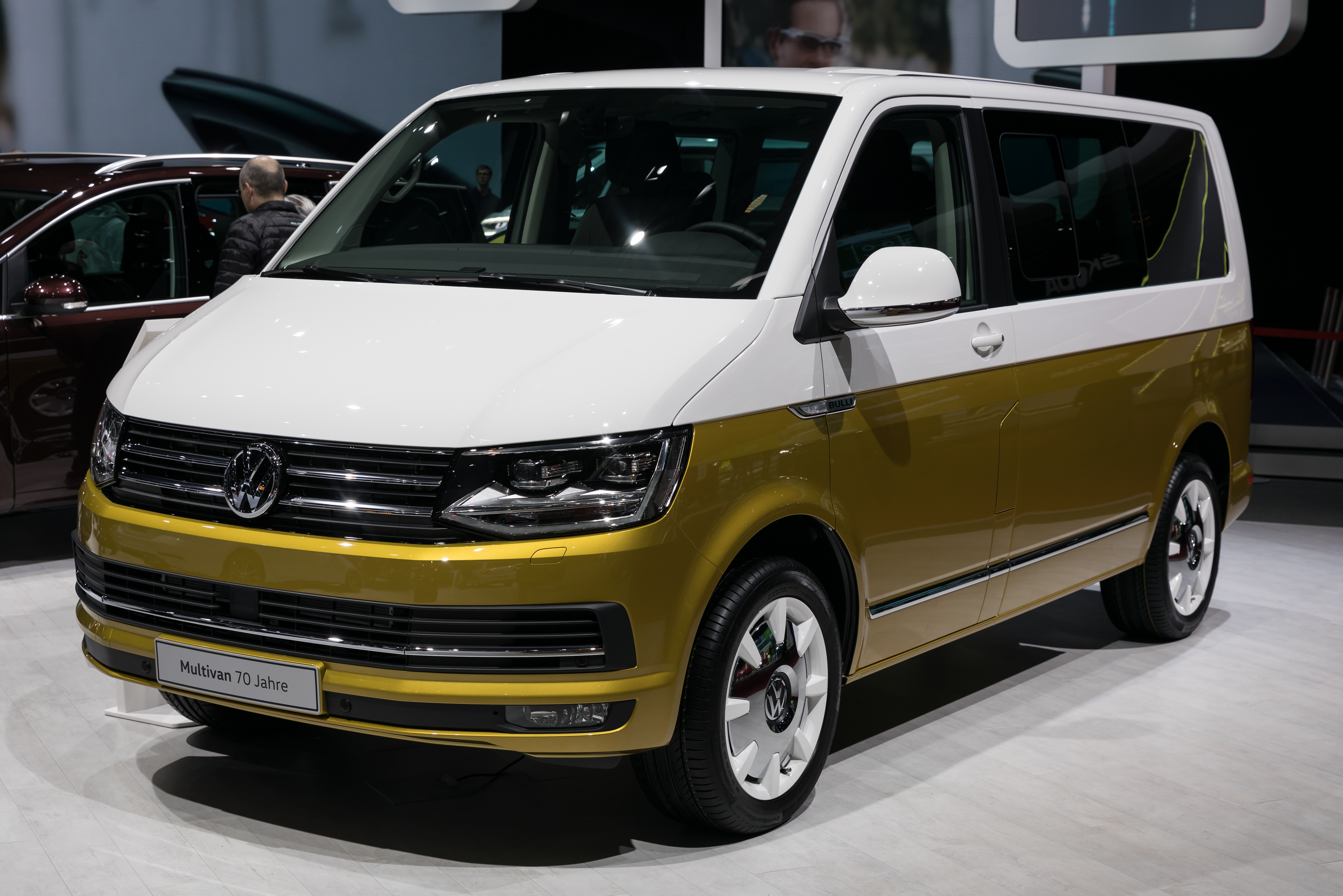
Multivan Sonderedition 70 Jahre im Retrodesign
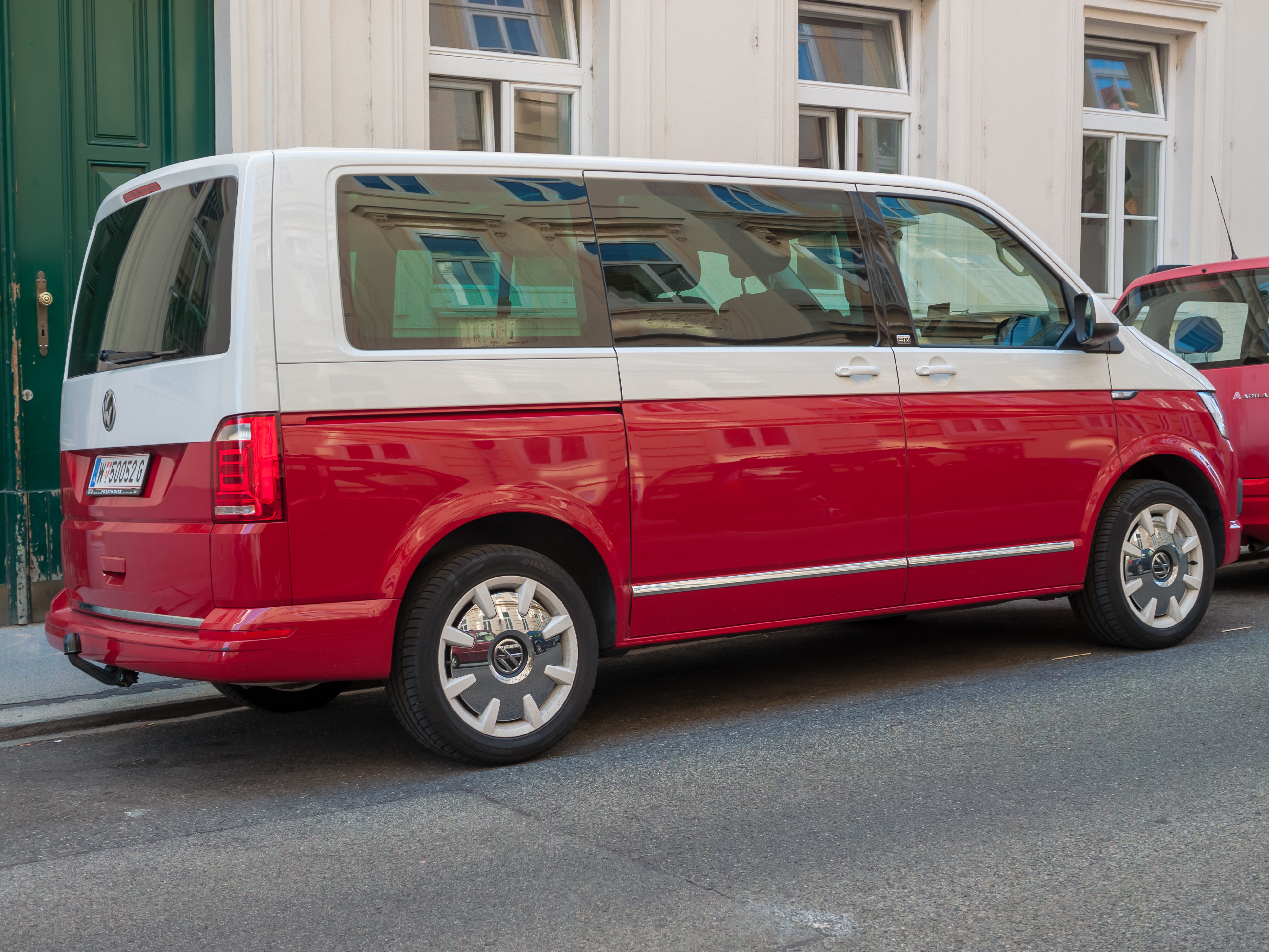
Sonderedition Generation Six im Retrodesign

### 2019: T6.1 – 3. Facelift
2019 erfolgte eine weitere Überarbeitung. Das Modell wird seitdem als T6.1 bezeichnet.
Das Design wurde unter anderem mit schmaleren Scheinwerfern sowie einem größeren Kühlergrill verändert.
Außerdem stehen für den T6.1 eine neue Motorenpalette, welche die neueste Euro-6d-temp-Abgasnorm erfüllt, sowie der aktuelle modulare Infotainment-Baukasten (MIB 3) zur Verfügung. Mit der elektromechanischen Servolenkung erhalten viele Assistenzsysteme (Lane Assist, Trailer Assist, Park Assist und weitere), die aus Volkswagens Pkw-Modellen bekannt sind, Einzug im Transporter.
Eine rein elektrische Version wurde mit der Firma Abt entwickelt.

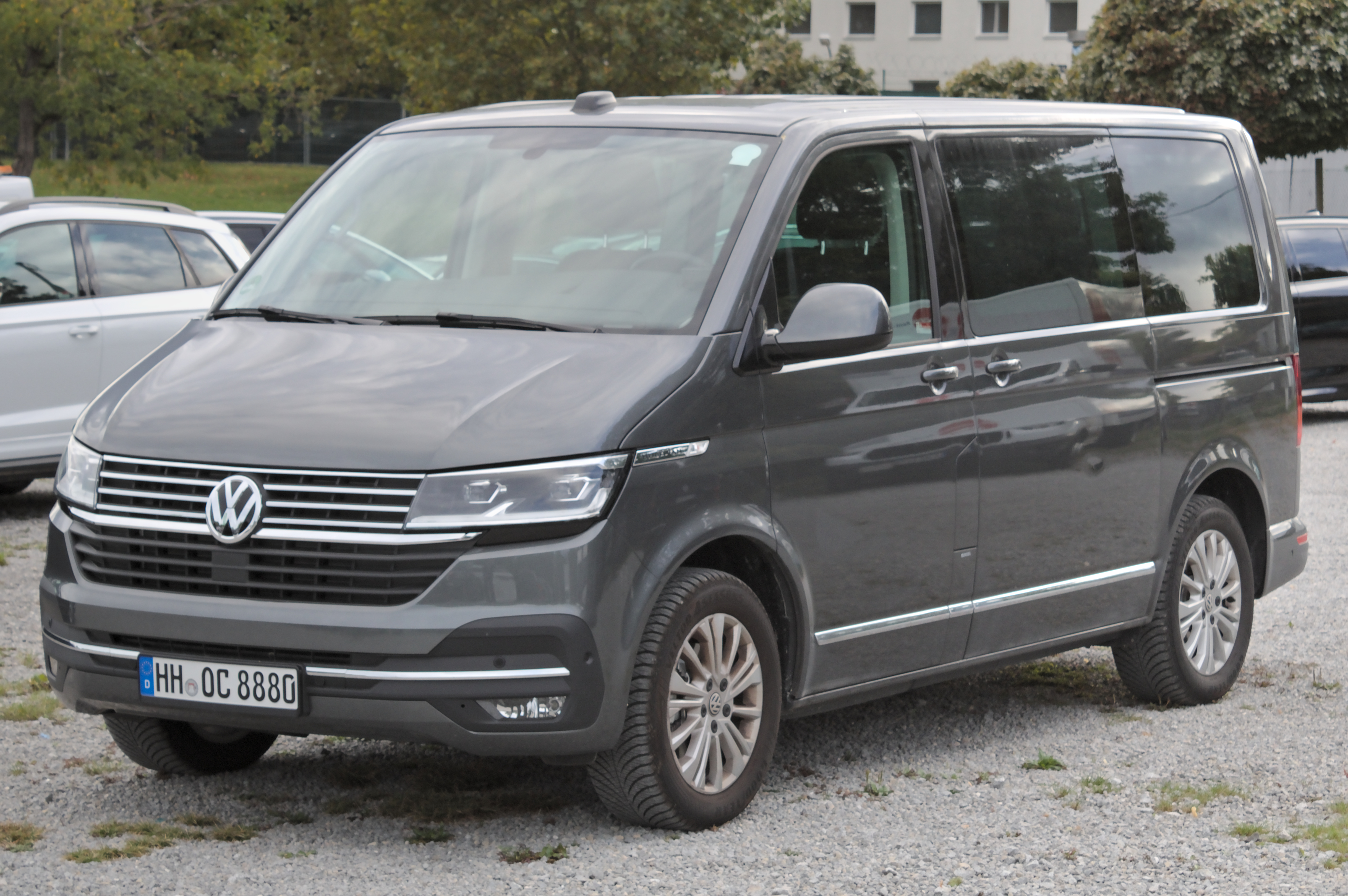
VW T6.1 Multivan
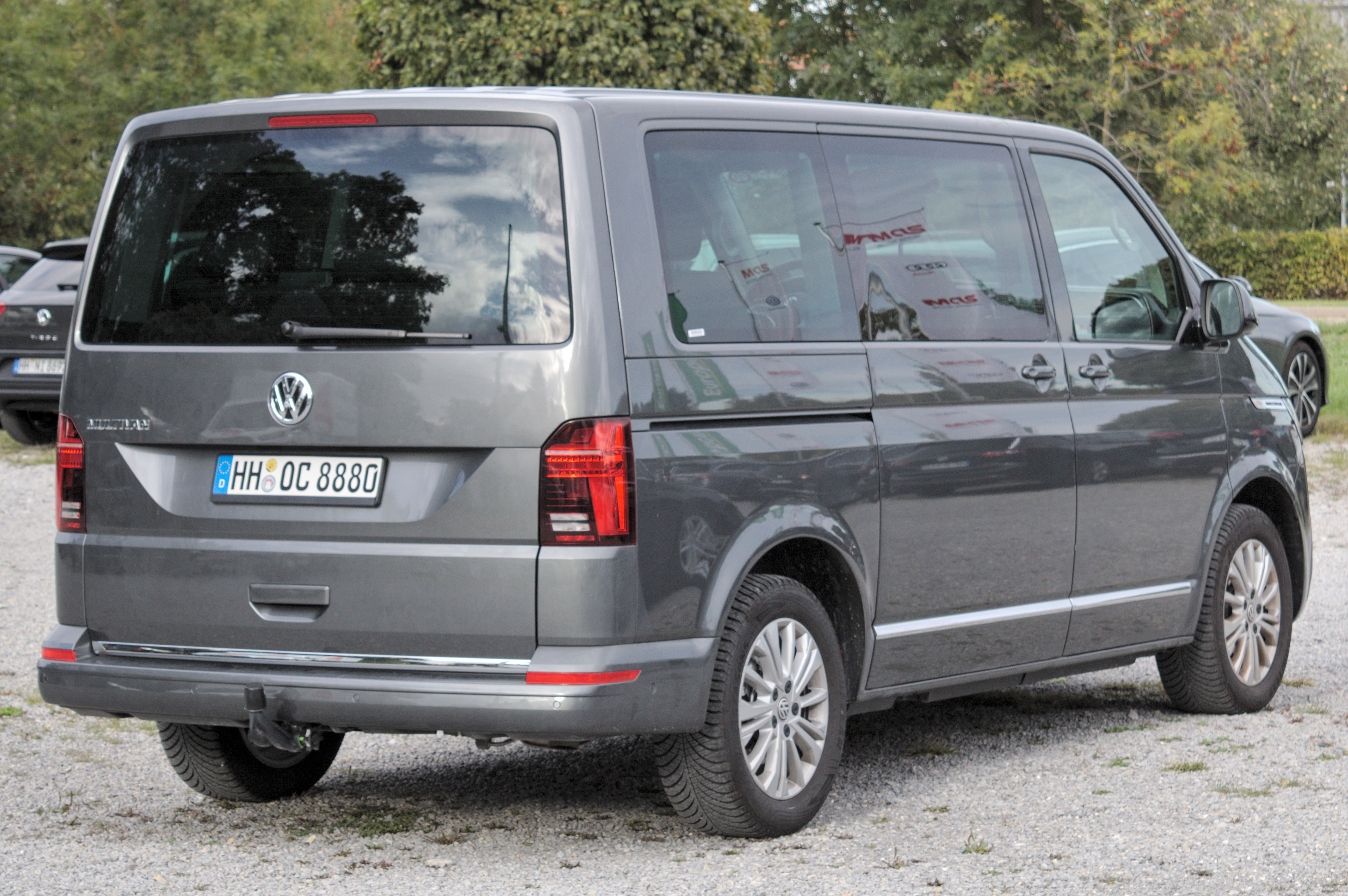
Heckansicht
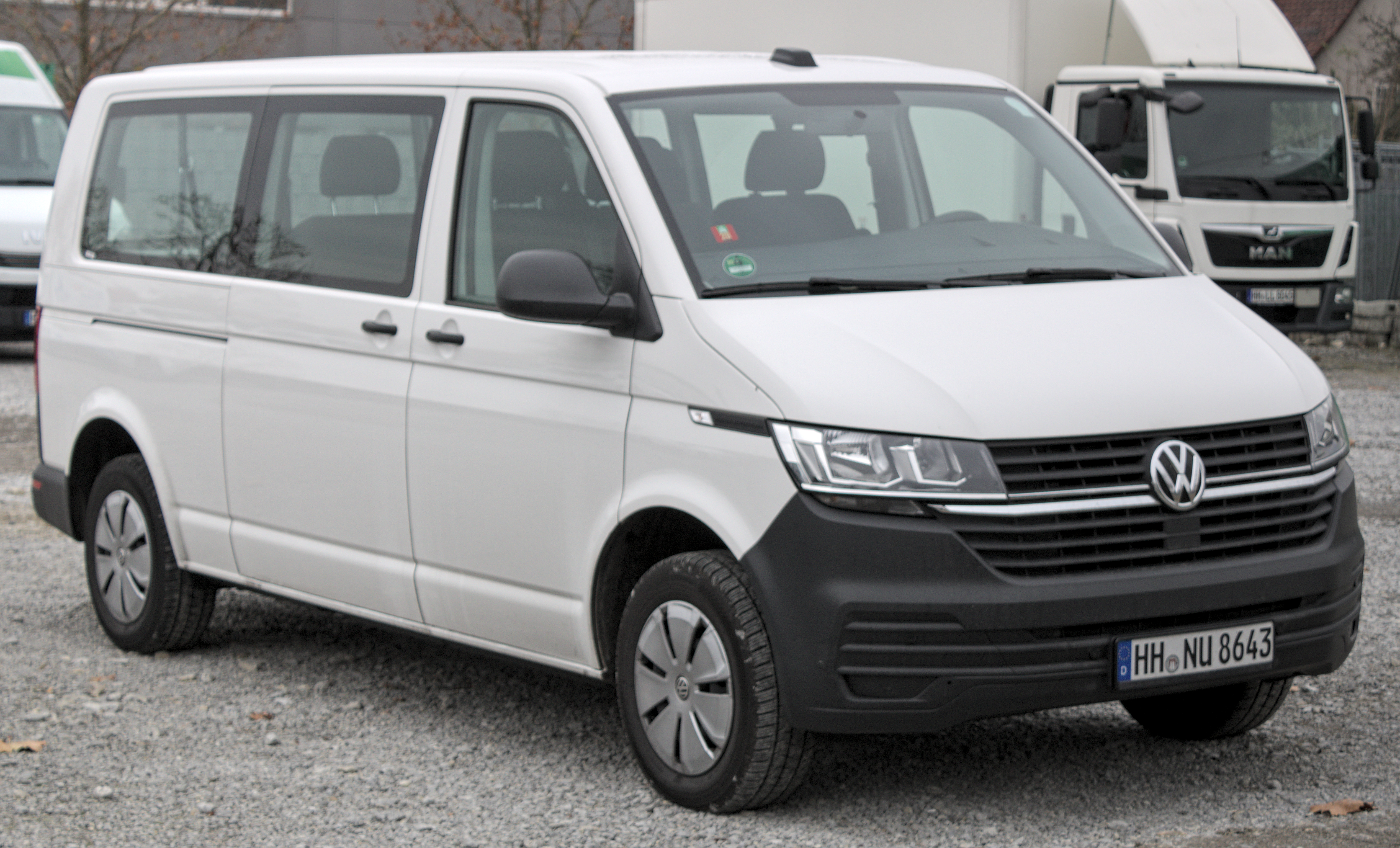
VW T6.1 Transporter Kombi
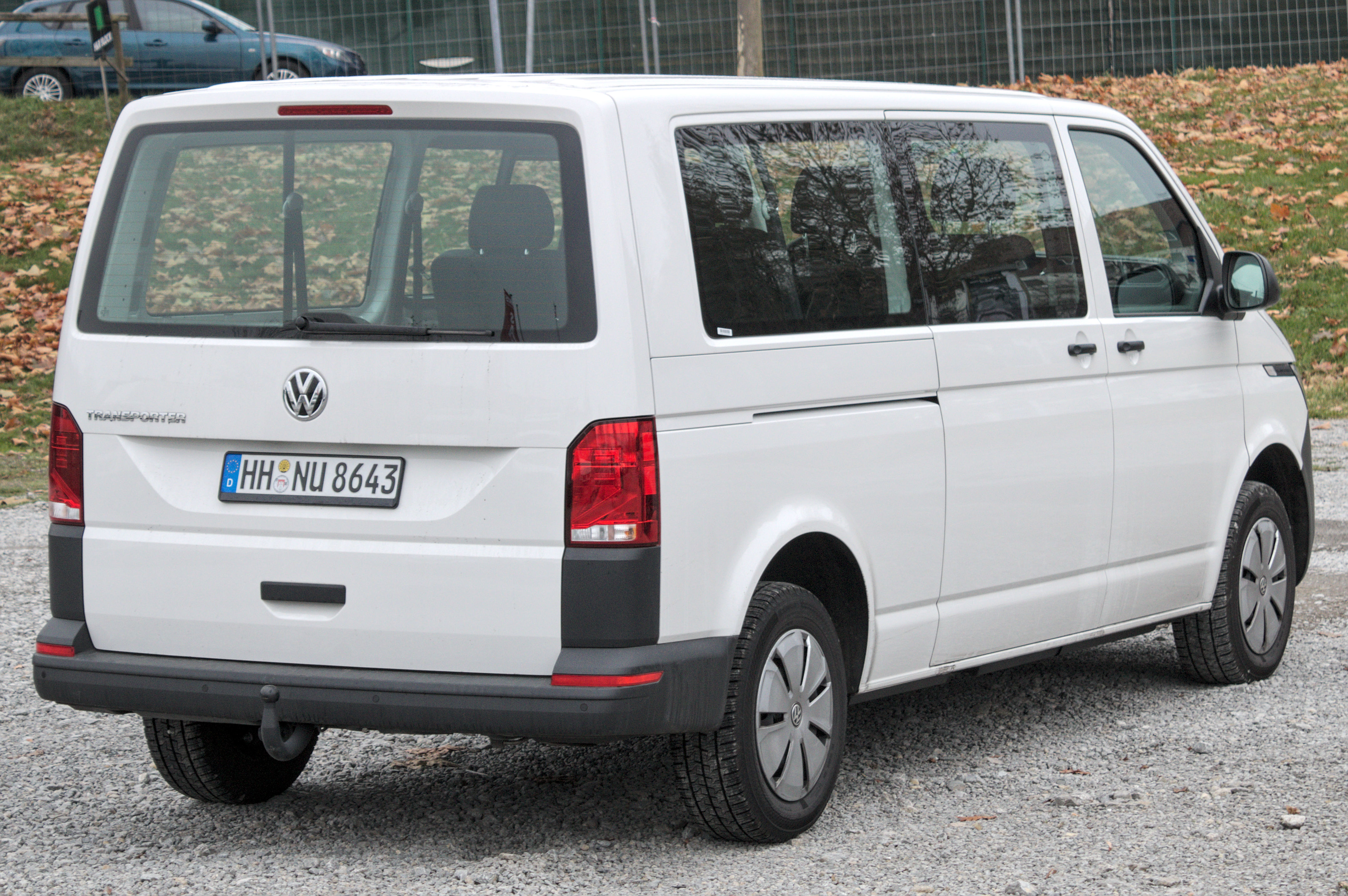
Heckansicht
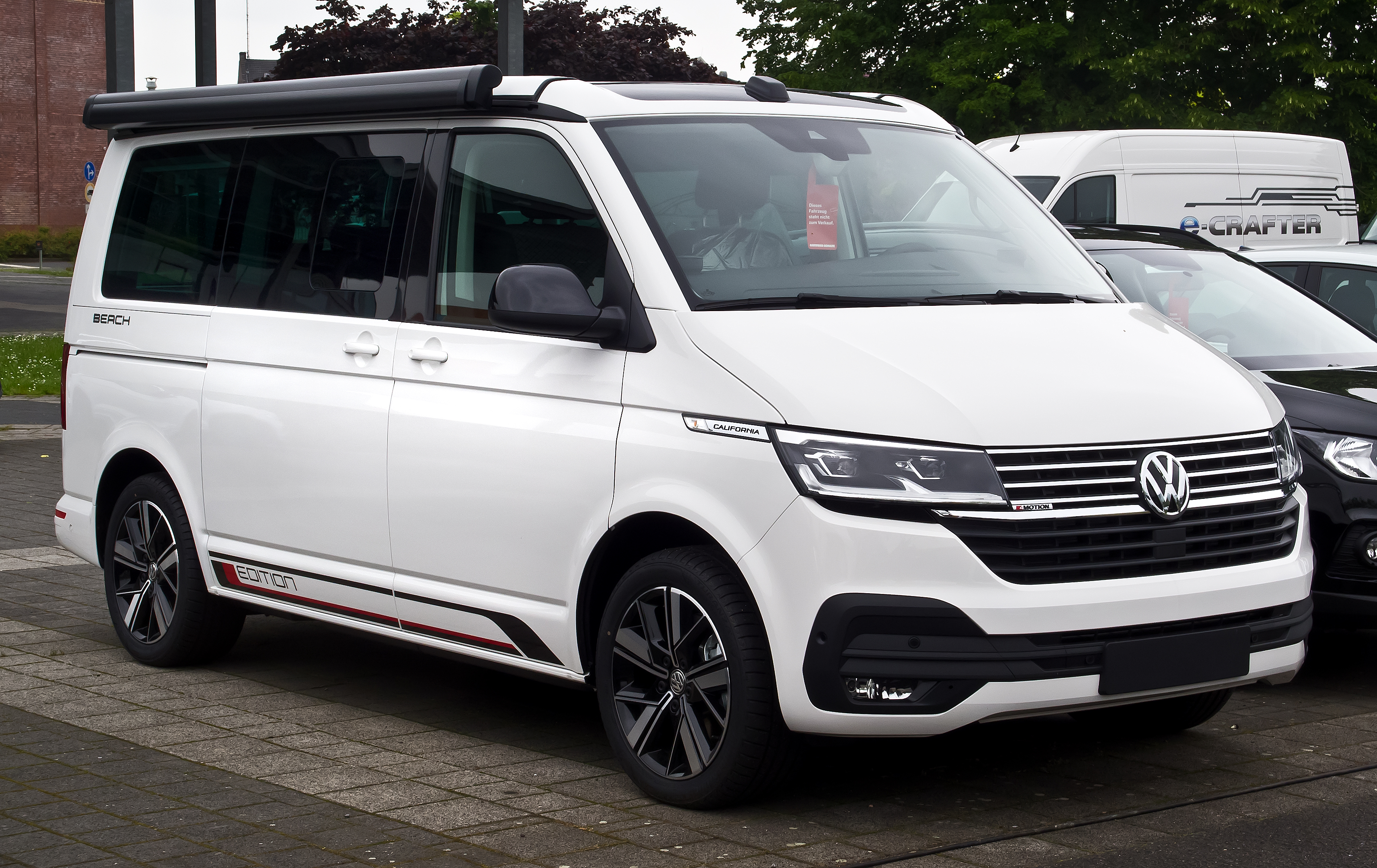
VW T6.1 California
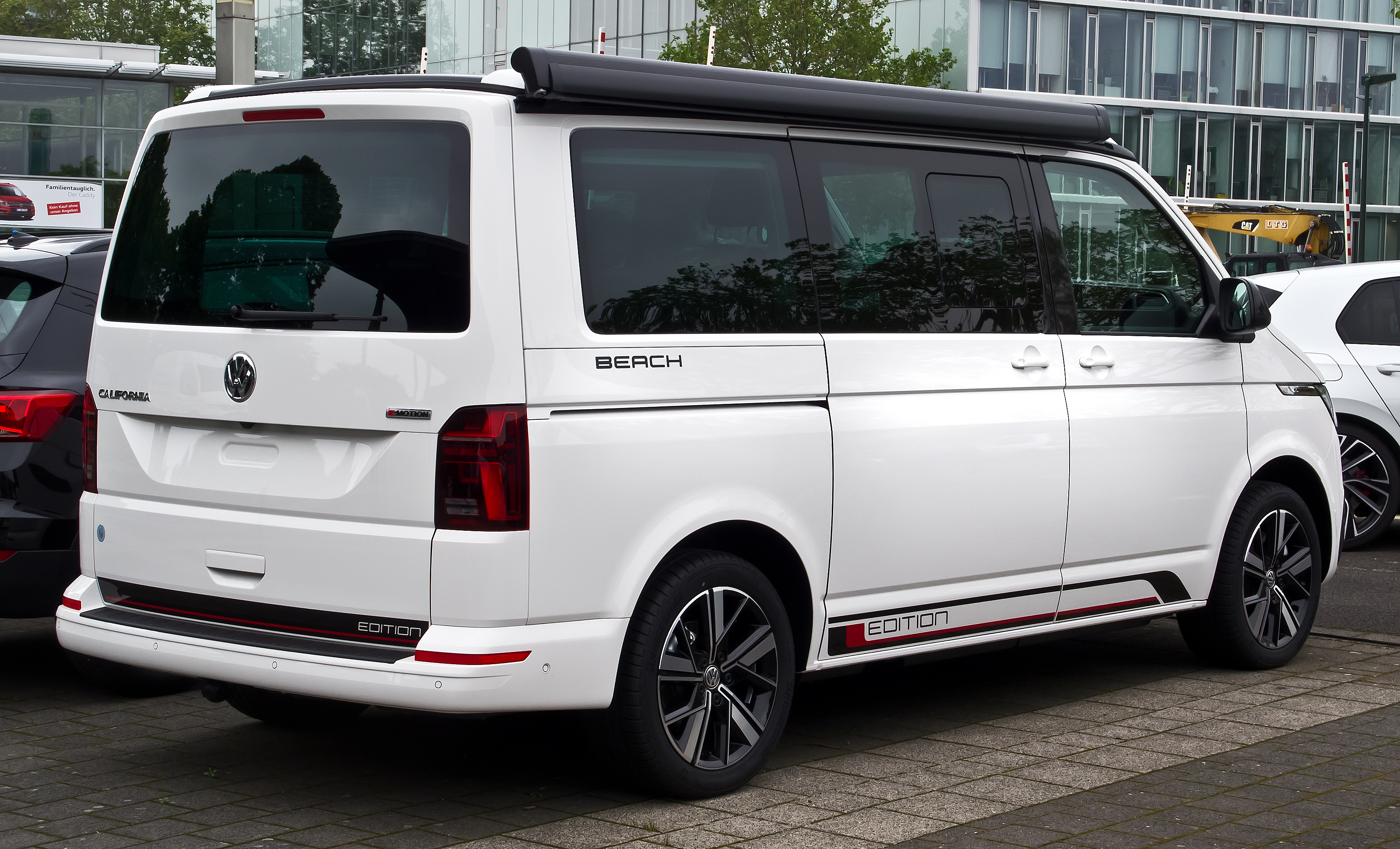
Heckansicht
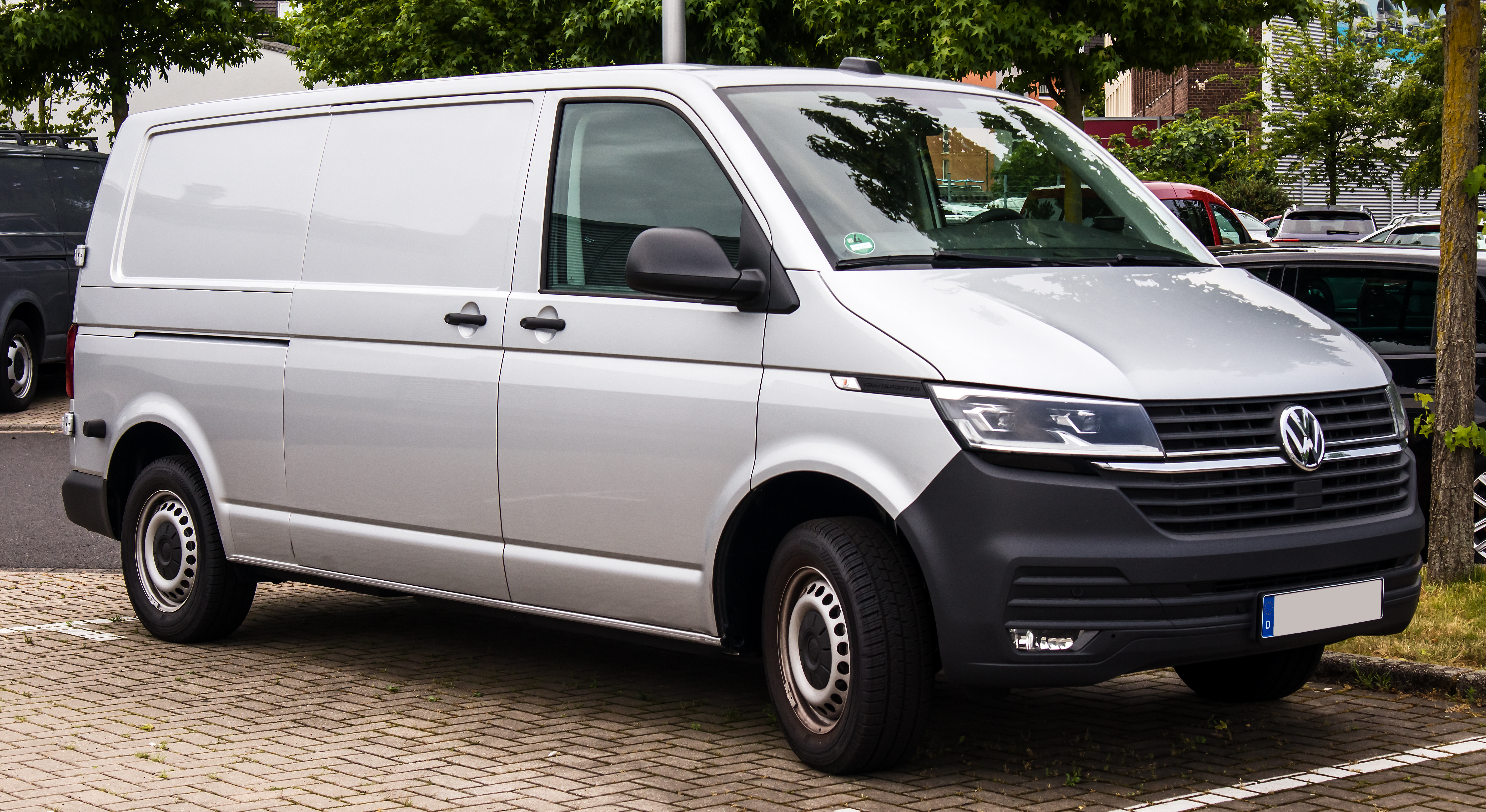
VW T6.1 Transporter
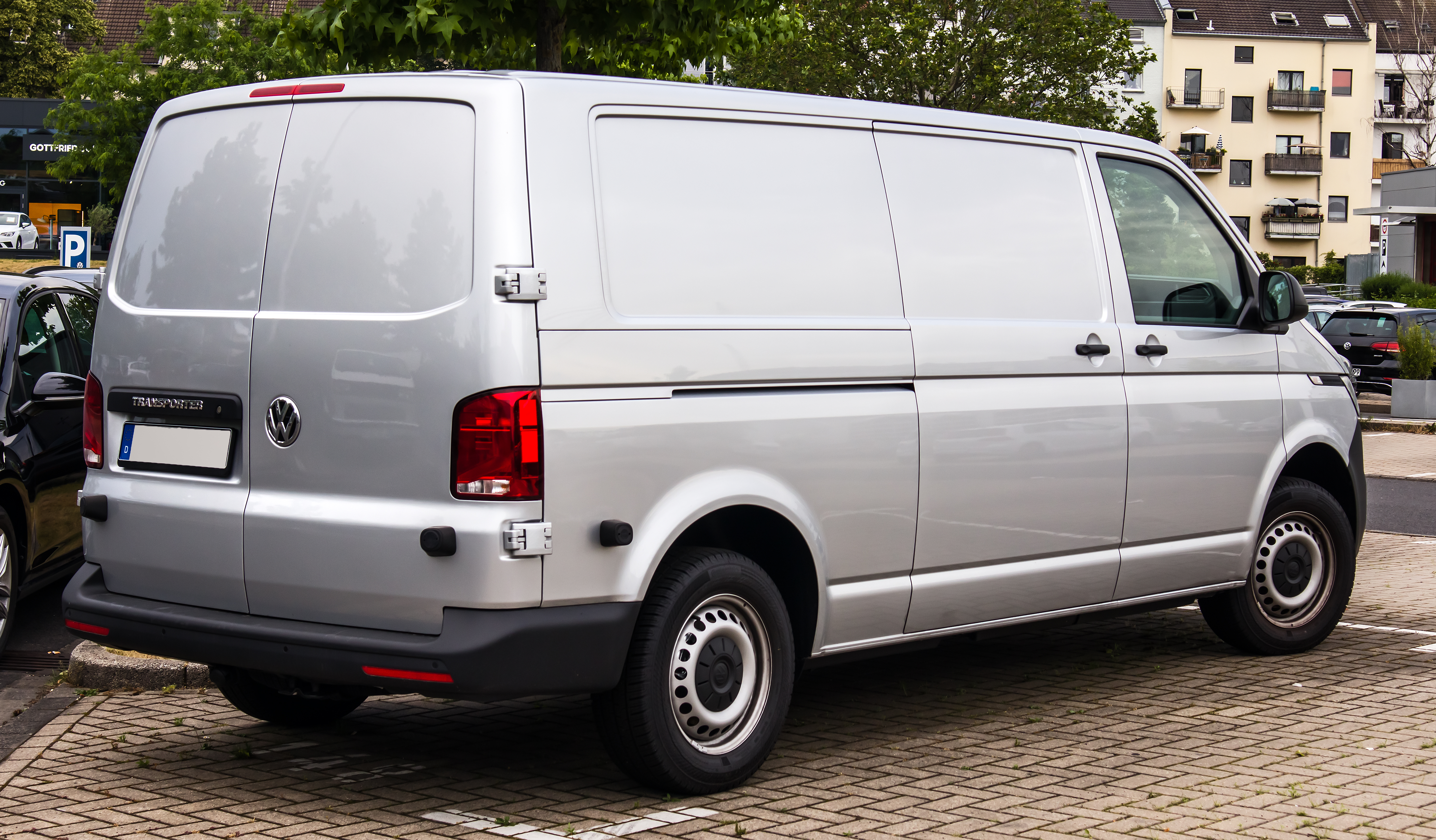
Heckansicht
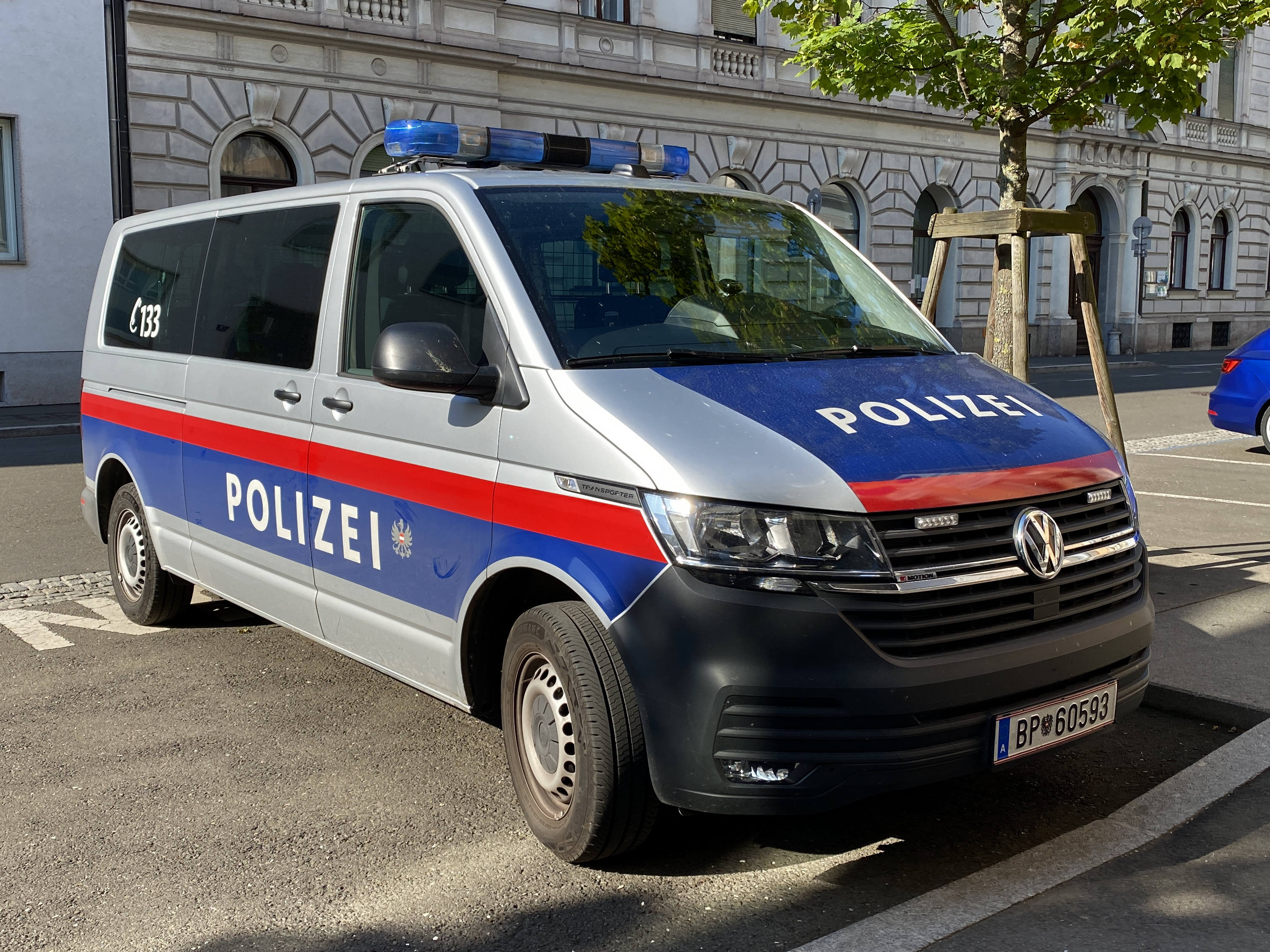
Ein VW T6.1 Transporter der österreichischen Bundespolizei

## Motoren

### Ottomotoren 2003–2009
|                                                                     | 2.0                         | V6 3.2 (V-Reihe 6, „VR6“)                     | V6 3.2 (V-Reihe 6, „VR6“)                     | V6 3.2 (V-Reihe 6, „VR6“)                     | V6 3.2 (V-Reihe 6, „VR6“)                     |
| ------------------------------------------------------------------- | --------------------------- | --------------------------------------------- | --------------------------------------------- | --------------------------------------------- | --------------------------------------------- |
| Bauzeitraum                                                         | 03/2003 – 10/2009           | 03/2003 – 10/2009                             | 03/2003 – 10/2009                             | 03/2003 – 10/2009                             | 03/2003 – 10/2009                             |
| Motorbaureihe                                                       | VW EA113                    | VW EA390                                      | VW EA390                                      | VW EA390                                      | VW EA390                                      |
| Motorkennbuchstaben                                                 | AXA                         | BDL                                           | BDL                                           | BKK                                           | BKK                                           |
| Bauart                                                              | Reihe                       | V, 15°                                        | V, 15°                                        | V, 15°                                        | V, 15°                                        |
| Zylinder                                                            | 4                           | 6                                             | 6                                             | 6                                             | 6                                             |
| Zündreihenfolge                                                     | 1–3–4–2                     | 1–5–3–6–2–4                                   | 1–5–3–6–2–4                                   | 1–5–3–6–2–4                                   | 1–5–3–6–2–4                                   |
| Anzahl Ventile pro Zylinder                                         | 2                           | 4                                             | 4                                             | 4                                             | 4                                             |
| Ventilsteuerung                                                     | OHC, Zahnriemen             | DOHC (1 Kopf mit 2 Nockenwellen), Steuerkette | DOHC (1 Kopf mit 2 Nockenwellen), Steuerkette | DOHC (1 Kopf mit 2 Nockenwellen), Steuerkette | DOHC (1 Kopf mit 2 Nockenwellen), Steuerkette |
| Gemischaufbereitung                                                 | Saugrohreinspritzung        | Saugrohreinspritzung                          | Saugrohreinspritzung                          | Saugrohreinspritzung                          | Saugrohreinspritzung                          |
| Motorsteuerung                                                      | Bosch-Motronic ME 7.5       | Bosch-Motronic ME 7.1.1                       | Bosch-Motronic ME 7.1.1                       | Bosch-Motronic ME 7.1.1                       | Bosch-Motronic ME 7.1.1                       |
| Kühlung                                                             | Wasserkühlung               | Wasserkühlung                                 | Wasserkühlung                                 | Wasserkühlung                                 | Wasserkühlung                                 |
| Motoraufladung                                                      | Saugmotor                   | Saugmotor                                     | Saugmotor                                     | Saugmotor                                     | Saugmotor                                     |
| Bohrung × Hub                                                       | 82,5 mm × 92,8 mm           | 84,0 mm × 95,9 mm                             | 84,0 mm × 95,9 mm                             | 84,0 mm × 95,9 mm                             | 84,0 mm × 95,9 mm                             |
| Hubraum                                                             | 1984 cm³                    | 3189 cm³                                      | 3189 cm³                                      | 3189 cm³                                      | 3189 cm³                                      |
| Verdichtungsverhältnis                                              | 10,5:1                      | 11,25:1                                       | 11,25:1                                       | 10,85:1                                       | 10,85:1                                       |
| max. Leistung                                                       | 85 kW (115 PS) bei 5200/min | 170 kW (230 PS) bei 6200/min                  | 170 kW (230 PS) bei 6200/min                  | 173 kW (235 PS) bei 6200/min                  | 173 kW (235 PS) bei 6200/min                  |
| max. Drehmoment                                                     | 170 Nm bei 2700–4700/min    | 315 Nm bei 3200/min                           | 315 Nm bei 3200/min                           | 315 Nm bei 2950/min                           | 315 Nm bei 2950/min                           |
| Abgasnorm                                                           | Euro 4                      | Euro 4                                        | Euro 4                                        | Euro 4                                        | Euro 4                                        |
| Bleifreier Kraftstoff                                               | Super ROZ 98 oder 95        | Super ROZ 98 oder 95                          | Super ROZ 98 oder 95                          | Super ROZ 98 oder 95                          | Super ROZ 98 oder 95                          |
| Antrieb                                                             | Vorderradantrieb            | Vorderradantrieb                              | Allradantrieb                                 | Vorderradantrieb                              | Allradantrieb                                 |
| Getriebe                                                            | 5-Gang-Schaltgetriebe       | 6-Stufen-Automatik mit Tiptronic              | 6-Gang-Schaltgetriebe                         | 6-Stufen-Automatik mit Tiptronic              | 6-Gang-Schaltgetriebe                         |
| Höchstgeschwindigkeit                                               | 163 km/h                    | 205 km/h                                      | 206 km/h                                      | 205 km/h                                      | 206 km/h                                      |
| Beschleunigung, 0–100 km/h                                          | 17,8 s                      | 10,5 s                                        | 10,6 s                                        | 10,5 s                                        | 10,6 s                                        |
| Messgewicht in kg                                                   | 2300                        | 2299–2515                                     | 2399–2549                                     | 2425                                          | 2525                                          |
| Zulässiges Gesamtgewicht in kg                                      | 2850                        | 3000                                          | 3000                                          | 3000                                          | 3000                                          |
| Maximal zulässige Anhängelasten und Gespanngewichte in kg           |                             |                                               |                                               |                                               |                                               |
| Ungebremst, Steigungen bis 12 %                                     | 750                         | 750                                           | 750                                           | 750                                           | 750                                           |
| Gebremst, Steigungen bis 8 %                                        | 2300                        | 2500                                          | 2500                                          | 2500                                          | 2500                                          |
| Gebremst, Steigungen bis 12 %                                       | 2000                        | 2500                                          | 2500                                          | 2500                                          | 2500                                          |
| Gespanngewicht bis 8 %                                              | 4800                        | 5200                                          | 5300                                          | 5200                                          | 5300                                          |
| Gespanngewicht bis 12 %                                             | 4500                        | 5200                                          | 5300                                          | 5200                                          | 5300                                          |
| Kraftstoffverbrauch in Litern pro 100 km                            |                             |                                               |                                               |                                               |                                               |
| Innerorts                                                           | 13,7                        | 16,9                                          | 17,4                                          | 18,0                                          | 18,6                                          |
| Außerorts                                                           | 8,5                         | 9,4                                           | 10,3                                          | 9,7                                           | 10,3                                          |
| Kombiniert                                                          | 10,5                        | 12,2                                          | 12,9                                          | 12,7                                          | 13,3                                          |
| Bei konstanter Geschwindigkeit: 90 km/h (Kastenwagen, halb beladen) | 8,2                         |                                               |                                               | 9,5                                           | 9,7                                           |
| CO2-Emission (kombiniert)                                           | 253 g/km                    |                                               |                                               | 303 g/km                                      | 316 g/km                                      |

### Dieselmotoren, 4 Zylinder 2003–2009
|                                                                     | 1.9 TDI                       | 1.9 TDI mit DPF               | 1.9 TDI                       | 1.9 TDI mit DPF               |
| ------------------------------------------------------------------- | ----------------------------- | ----------------------------- | ----------------------------- | ----------------------------- |
| Bauzeitraum                                                         | 03/2003 – 10/2009             | 01/2006 – 10/2009             | 03/2003 – 10/2009             | 01/2006 – 10/2009             |
| Motorbaureihe                                                       | VW EA188                      | VW EA188                      | VW EA188                      | VW EA188                      |
| Motorkennbuchstaben                                                 | AXC                           | BRR                           | AXB                           | BRS                           |
| Bauart                                                              | Reihe                         | Reihe                         | Reihe                         | Reihe                         |
| Zylinder                                                            | 4                             | 4                             | 4                             | 4                             |
| Zündreihenfolge                                                     | 1–3–4–2                       | 1–3–4–2                       | 1–3–4–2                       | 1–3–4–2                       |
| Anzahl Ventile pro Zylinder                                         | 2                             | 2                             | 2                             | 2                             |
| Ventilsteuerung                                                     | OHC, Zahnriemen               | OHC, Zahnriemen               | OHC, Zahnriemen               | OHC, Zahnriemen               |
| Gemischaufbereitung                                                 | Pumpe-Düse-Direkteinspritzung | Pumpe-Düse-Direkteinspritzung | Pumpe-Düse-Direkteinspritzung | Pumpe-Düse-Direkteinspritzung |
| Kühlung                                                             | Wasserkühlung                 | Wasserkühlung                 | Wasserkühlung                 | Wasserkühlung                 |
| Motoraufladung                                                      | Turbolader                    | Turbolader                    | Turbolader                    | Turbolader                    |
| Bohrung × Hub                                                       | 79,5 mm × 95,5 mm             | 79,5 mm × 95,5 mm             | 79,5 mm × 95,5 mm             | 79,5 mm × 95,5 mm             |
| Hubraum                                                             | 1896 cm³                      | 1896 cm³                      | 1896 cm³                      | 1896 cm³                      |
| Verdichtungsverhältnis                                              | 19,0:1                        | 19,0:1                        | 19,0:1                        | 19,0:1                        |
| max. Leistung                                                       | 63 kW (86 PS) bei 3500/min    | 62 kW (84 PS) bei 3500/min    | 77 kW (105 PS) bei 3500/min   | 75 kW (102 PS) bei 3500/min   |
| max. Drehmoment                                                     | 200 Nm bei 2000/min           | 200 Nm bei 2000/min           | 250 Nm bei 2000/min           | 250 Nm bei 2000/min           |
| Abgasnorm                                                           | Euro 3                        | Euro 4                        | Euro 3                        | Euro 4                        |
| RME-Kraftstoff (Biodiesel)                                          | möglich                       | nicht möglich                 | möglich                       | nicht möglich                 |
| Antrieb                                                             | Vorderradantrieb              | Vorderradantrieb              | Vorderradantrieb              | Vorderradantrieb              |
| Getriebe                                                            | 5-Gang-Schaltgetriebe         | 5-Gang-Schaltgetriebe         | 5-Gang-Schaltgetriebe         | 5-Gang-Schaltgetriebe         |
| Höchstgeschwindigkeit                                               | 146 km/h                      | 146 km/h                      | 157 km/h                      | 157 km/h                      |
| Beschleunigung, 0–100 km/h                                          | 23,6 s                        | 23,6 s                        | 18,9 s                        | 18,9 s                        |
| Messgewicht in kg                                                   | 2350                          | 2350                          | 2350                          | 2350                          |
| Zulässiges Gesamtgewicht in kg                                      |                               | 3000                          |                               | 3000                          |
| Maximal zulässige Anhängelasten und Gespanngewichte in kg           |                               |                               |                               |                               |
| Ungebremst, Steigungen bis 12 %                                     | 750                           | 750                           | 750                           | 750                           |
| Gebremst, Steigungen bis 8 %                                        | 2500                          | 2200                          | 2500                          | 2500                          |
| Gebremst, Steigungen bis 12 %                                       | 2200                          | 2200                          | 2200                          | 2200                          |
| Gespanngewicht bis 8 %                                              | 5100                          | 4800                          | 5200                          | 5200                          |
| Gespanngewicht bis 12 %                                             | 4800                          | 4800                          | 4900                          | 4900                          |
| Kraftstoffverbrauch in Litern pro 100 km                            |                               |                               |                               |                               |
| Innerorts                                                           | 9,4                           | 9,8                           | 9,5                           | 9,6                           |
| Außerorts                                                           | 7,2                           | 7,0                           | 6,7                           | 7,0                           |
| Kombiniert                                                          | 8,0                           | 8,0                           | 7,7                           | 7,9                           |
| Bei konstanter Geschwindigkeit: 90 km/h (Kastenwagen, halb beladen) | 6,1                           |                               | 6,1                           |                               |
| CO2-Emission (kombiniert)                                           | 211 g/km                      | 211 g/km                      | 204 g/km                      | 208 g/km                      |

### Dieselmotoren, 5 Zylinder 2003–2009
|                                                                     | 2.5 TDI                                                           | 2.5 TDI                                                           | 2.5 TDI                                                           | 2.5 TDI mit DPF                                                   | 2.5 TDI mit DPF                                                   | 2.5 TDI mit DPF                                                   | 2.5 TDI                                                           | 2.5 TDI                                                           | 2.5 TDI                                                           | 2.5 TDI mit DPF                                                   | 2.5 TDI mit DPF                                                   | 2.5 TDI mit DPF                                                   |
| ------------------------------------------------------------------- | ----------------------------------------------------------------- | ----------------------------------------------------------------- | ----------------------------------------------------------------- | ----------------------------------------------------------------- | ----------------------------------------------------------------- | ----------------------------------------------------------------- | ----------------------------------------------------------------- | ----------------------------------------------------------------- | ----------------------------------------------------------------- | ----------------------------------------------------------------- | ----------------------------------------------------------------- | ----------------------------------------------------------------- |
| Bauzeitraum                                                         | 03/2003 – 01/2006                                                 | 03/2003 – 01/2006                                                 | 03/2003 – 01/2006                                                 | 01/2006 – 10/2009                                                 | 01/2006 – 10/2009                                                 | 01/2006 – 10/2009                                                 | 03/2003 – 01/2006                                                 | 03/2003 – 01/2006                                                 | 03/2003 – 01/2006                                                 | 01/2006 – 10/2009                                                 | 01/2006 – 10/2009                                                 | 01/2006 – 10/2009                                                 |
| Motorbaureihe                                                       | VW EA153                                                          | VW EA153                                                          | VW EA153                                                          | VW EA153                                                          | VW EA153                                                          | VW EA153                                                          | VW EA153                                                          | VW EA153                                                          | VW EA153                                                          | VW EA153                                                          | VW EA153                                                          | VW EA153                                                          |
| Motorkennbuchstaben                                                 | AXD                                                               | AXD                                                               | AXD                                                               | BNZ                                                               | BNZ                                                               | BNZ                                                               | AXE                                                               | AXE                                                               | AXE                                                               | BPC                                                               | BPC                                                               | BPC                                                               |
| Bauart                                                              | Reihe (Aluminiumblock mit plasmabeschichteten Zylinderlaufbahnen) | Reihe (Aluminiumblock mit plasmabeschichteten Zylinderlaufbahnen) | Reihe (Aluminiumblock mit plasmabeschichteten Zylinderlaufbahnen) | Reihe (Aluminiumblock mit plasmabeschichteten Zylinderlaufbahnen) | Reihe (Aluminiumblock mit plasmabeschichteten Zylinderlaufbahnen) | Reihe (Aluminiumblock mit plasmabeschichteten Zylinderlaufbahnen) | Reihe (Aluminiumblock mit plasmabeschichteten Zylinderlaufbahnen) | Reihe (Aluminiumblock mit plasmabeschichteten Zylinderlaufbahnen) | Reihe (Aluminiumblock mit plasmabeschichteten Zylinderlaufbahnen) | Reihe (Aluminiumblock mit plasmabeschichteten Zylinderlaufbahnen) | Reihe (Aluminiumblock mit plasmabeschichteten Zylinderlaufbahnen) | Reihe (Aluminiumblock mit plasmabeschichteten Zylinderlaufbahnen) |
| Zylinder                                                            | 5                                                                 | 5                                                                 | 5                                                                 | 5                                                                 | 5                                                                 | 5                                                                 | 5                                                                 | 5                                                                 | 5                                                                 | 5                                                                 | 5                                                                 | 5                                                                 |
| Zündreihenfolge                                                     | 1–2–4–5–3                                                         | 1–2–4–5–3                                                         | 1–2–4–5–3                                                         | 1–2–4–5–3                                                         | 1–2–4–5–3                                                         | 1–2–4–5–3                                                         | 1–2–4–5–3                                                         | 1–2–4–5–3                                                         | 1–2–4–5–3                                                         | 1–2–4–5–3                                                         | 1–2–4–5–3                                                         | 1–2–4–5–3                                                         |
| Anzahl Ventile pro Zylinder                                         | 2                                                                 | 2                                                                 | 2                                                                 | 2                                                                 | 2                                                                 | 2                                                                 | 2                                                                 | 2                                                                 | 2                                                                 | 2                                                                 | 2                                                                 | 2                                                                 |
| Ventilsteuerung                                                     | OHC, Stirnradtrieb                                                | OHC, Stirnradtrieb                                                | OHC, Stirnradtrieb                                                | OHC, Stirnradtrieb                                                | OHC, Stirnradtrieb                                                | OHC, Stirnradtrieb                                                | OHC, Stirnradtrieb                                                | OHC, Stirnradtrieb                                                | OHC, Stirnradtrieb                                                | OHC, Stirnradtrieb                                                | OHC, Stirnradtrieb                                                | OHC, Stirnradtrieb                                                |
| Gemischaufbereitung                                                 | Pumpe-Düse-Direkteinspritzung                                     | Pumpe-Düse-Direkteinspritzung                                     | Pumpe-Düse-Direkteinspritzung                                     | Pumpe-Düse-Direkteinspritzung                                     | Pumpe-Düse-Direkteinspritzung                                     | Pumpe-Düse-Direkteinspritzung                                     | Pumpe-Düse-Direkteinspritzung                                     | Pumpe-Düse-Direkteinspritzung                                     | Pumpe-Düse-Direkteinspritzung                                     | Pumpe-Düse-Direkteinspritzung                                     | Pumpe-Düse-Direkteinspritzung                                     | Pumpe-Düse-Direkteinspritzung                                     |
| Kühlung                                                             | Wasserkühlung                                                     | Wasserkühlung                                                     | Wasserkühlung                                                     | Wasserkühlung                                                     | Wasserkühlung                                                     | Wasserkühlung                                                     | Wasserkühlung                                                     | Wasserkühlung                                                     | Wasserkühlung                                                     | Wasserkühlung                                                     | Wasserkühlung                                                     | Wasserkühlung                                                     |
| Motoraufladung                                                      | Abgasturbolader (ATL)                                             | Abgasturbolader (ATL)                                             | Abgasturbolader (ATL)                                             | Abgasturbolader (ATL)                                             | Abgasturbolader (ATL)                                             | Abgasturbolader (ATL)                                             | Abgasturbolader (ATL)                                             | Abgasturbolader (ATL)                                             | Abgasturbolader (ATL)                                             | Abgasturbolader (ATL)                                             | Abgasturbolader (ATL)                                             | Abgasturbolader (ATL)                                             |
| Bohrung × Hub                                                       | 81,0 mm × 95,5 mm                                                 | 81,0 mm × 95,5 mm                                                 | 81,0 mm × 95,5 mm                                                 | 81,0 mm × 95,5 mm                                                 | 81,0 mm × 95,5 mm                                                 | 81,0 mm × 95,5 mm                                                 | 81,0 mm × 95,5 mm                                                 | 81,0 mm × 95,5 mm                                                 | 81,0 mm × 95,5 mm                                                 | 81,0 mm × 95,5 mm                                                 | 81,0 mm × 95,5 mm                                                 | 81,0 mm × 95,5 mm                                                 |
| Hubraum                                                             | 2461 cm³                                                          | 2461 cm³                                                          | 2461 cm³                                                          | 2461 cm³                                                          | 2461 cm³                                                          | 2461 cm³                                                          | 2461 cm³                                                          | 2461 cm³                                                          | 2461 cm³                                                          | 2461 cm³                                                          | 2461 cm³                                                          | 2461 cm³                                                          |
| Verdichtungsverhältnis                                              | 18,5:1                                                            | 18,5:1                                                            | 18,5:1                                                            | 18,5:1                                                            | 18,5:1                                                            | 18,5:1                                                            | 18,5:1                                                            | 18,5:1                                                            | 18,5:1                                                            | 18,5:1                                                            | 18,5:1                                                            | 18,5:1                                                            |
| max. Leistung                                                       | 96 kW (130 PS) bei 3500/min                                       | 96 kW (130 PS) bei 3500/min                                       | 96 kW (130 PS) bei 3500/min                                       | 96 kW (130 PS) bei 3500/min                                       | 96 kW (130 PS) bei 3500/min                                       | 96 kW (130 PS) bei 3500/min                                       | 128 kW (174 PS) bei 3500/min                                      | 128 kW (174 PS) bei 3500/min                                      | 128 kW (174 PS) bei 3500/min                                      | 128 kW (174 PS) bei 3500/min                                      | 128 kW (174 PS) bei 3500/min                                      | 128 kW (174 PS) bei 3500/min                                      |
| max. Drehmoment                                                     | 340 Nm bei 2000/min                                               | 340 Nm bei 2000/min                                               | 340 Nm bei 2000/min                                               | 340 Nm bei 2000/min                                               | 340 Nm bei 2000/min                                               | 340 Nm bei 2000/min                                               | 400 Nm bei 2000–2300/min                                          | 400 Nm bei 2000–2300/min                                          | 400 Nm bei 2000–2300/min                                          | 400 Nm bei 2000–2300/min                                          | 400 Nm bei 2000–2300/min                                          | 400 Nm bei 2000–2300/min                                          |
| Abgasnorm                                                           | Euro 3                                                            | Euro 3                                                            | Euro 3                                                            | Euro 4                                                            | Euro 4                                                            | Euro 4                                                            | Euro 3                                                            | Euro 3                                                            | Euro 3                                                            | Euro 4                                                            | Euro 4                                                            | Euro 4                                                            |
| RME-Kraftstoff (Biodiesel)                                          | möglich                                                           | möglich                                                           | möglich                                                           | nicht möglich                                                     | nicht möglich                                                     | nicht möglich                                                     | möglich                                                           | möglich                                                           | möglich                                                           | nicht möglich                                                     | nicht möglich                                                     | nicht möglich                                                     |
| Antrieb                                                             | Vorderradantrieb                                                  | Vorderradantrieb                                                  | Allradantrieb                                                     | Vorderradantrieb                                                  | Vorderradantrieb                                                  | Allradantrieb                                                     | Vorderradantrieb                                                  | Vorderradantrieb                                                  | Allradantrieb                                                     | Vorderradantrieb                                                  | Vorderradantrieb                                                  | Allradantrieb                                                     |
| Getriebe                                                            | 6-Gang-Schaltgetriebe                                             | 6-Stufen-Automatik mit Tiptronic                                  | 6-Gang-Schaltgetriebe                                             | 6-Gang-Schaltgetriebe                                             | 6-Stufen-Automatik mit Tiptronic                                  | 6-Gang-Schaltgetriebe                                             | 6-Gang-Schaltgetriebe                                             | 6-Stufen-Automatik mit Tiptronic                                  | 6-Gang-Schaltgetriebe                                             | 6-Gang-Schaltgetriebe                                             | 6-Stufen-Automatik mit Tiptronic                                  | 6-Gang-Schaltgetriebe                                             |
| Höchstgeschwindigkeit                                               | 168 km/h                                                          | 164 km/h                                                          | 165 km/h                                                          | 168 km/h                                                          | 164 km/h                                                          | 165 km/h                                                          | 188 km/h                                                          | 183 km/h                                                          | 184 km/h                                                          | 188 km/h                                                          | 183 km/h                                                          | 184 km/h                                                          |
| Beschleunigung, 0–100 km/h                                          | 15,3 s                                                            | 15,4 s                                                            | 16,3 s                                                            | 15,3 s                                                            | 15,4 s                                                            | 16,3 s                                                            | 12,2 s                                                            | 12,3 s                                                            | 12,5 s                                                            | 12,2 s                                                            | 12,3 s                                                            | 12,5 s                                                            |
| Messgewicht in kg                                                   | 2400                                                              | 2400                                                              | 2500                                                              | 2400                                                              | 2400                                                              | 2500                                                              | 2400                                                              | 2400                                                              | 2500                                                              | 2400                                                              | 2400                                                              | 2500                                                              |
| Zulässiges Gesamtgewicht in kg                                      | 3000                                                              | 3000                                                              | 3000                                                              | 3000                                                              | 3000                                                              | 3000                                                              | 3000                                                              | 3000                                                              | 3000                                                              | 3000                                                              | 3000                                                              | 3000                                                              |
| Maximal zulässige Anhängelasten und Gespanngewichte in kg           |                                                                   |                                                                   |                                                                   |                                                                   |                                                                   |                                                                   |                                                                   |                                                                   |                                                                   |                                                                   |                                                                   |                                                                   |
| Ungebremst, Steigungen bis 12 %                                     | 750                                                               | 750                                                               | 750                                                               | 750                                                               | 750                                                               | 750                                                               | 750                                                               | 750                                                               | 750                                                               | 750                                                               | 750                                                               | 750                                                               |
| Gebremst, Steigungen bis 8 %                                        | 2500                                                              | 2500                                                              | 2500                                                              | 2500                                                              | 2500                                                              | 2500                                                              | 2500                                                              | 2500                                                              | 2500                                                              | 2500                                                              | 2500                                                              | 2500                                                              |
| Gebremst, Steigungen bis 12 %                                       | 2500                                                              | 2500                                                              | 2500                                                              | 2500                                                              | 2500                                                              | 2500                                                              | 2500                                                              | 2500                                                              | 2500                                                              | 2500                                                              | 2500                                                              | 2500                                                              |
| Gespanngewicht bis 8 %                                              | 5200                                                              | 5200                                                              | 5300                                                              | 5200                                                              | 5200                                                              | 5300                                                              | 5200                                                              | 5200                                                              | 5300                                                              | 5200                                                              | 5200                                                              | 5300                                                              |
| Gespanngewicht bis 12 %                                             | 5200                                                              | 5200                                                              | 5300                                                              | 5200                                                              | 5200                                                              | 5300                                                              | 5200                                                              | 5200                                                              | 5300                                                              | 5200                                                              | 5200                                                              | 5300                                                              |
| Kraftstoffverbrauch in Litern pro 100 km                            |                                                                   |                                                                   |                                                                   |                                                                   |                                                                   |                                                                   |                                                                   |                                                                   |                                                                   |                                                                   |                                                                   |                                                                   |
| Innerorts                                                           | 11,2                                                              | 12,3                                                              | 12,4                                                              | 10,9                                                              | 12,6                                                              | 11,8                                                              | 11                                                                | 11,9                                                              | 12,2                                                              | 10,6                                                              | 12,9                                                              | 11,8                                                              |
| Außerorts                                                           | 7                                                                 | 7,6                                                               | 7,5                                                               | 6,8                                                               | 7,8                                                               | 7,6                                                               | 6,8                                                               | 7,4                                                               | 7,6                                                               | 7,2                                                               | 7,9                                                               | 7,7                                                               |
| Kombiniert                                                          | 8,5                                                               | 9,3                                                               | 9,3                                                               | 8,3                                                               | 9,5                                                               | 9,1                                                               | 8,3                                                               | 9                                                                 | 9,3                                                               | 8,4                                                               | 9,7                                                               | 9,2                                                               |
| Bei konstanter Geschwindigkeit: 90 km/h (Kastenwagen, halb beladen) | 6,3                                                               | 6,5                                                               | 6,5                                                               |                                                                   |                                                                   |                                                                   | 6,3                                                               | 6,5                                                               | 6,5                                                               |                                                                   |                                                                   |                                                                   |
| CO2-Emission (kombiniert)                                           | 225 g/km                                                          | 246 g/km                                                          | 246 g/km                                                          | 219 g/km                                                          | 251 g/km                                                          | 240 g/km                                                          | 220 g/km                                                          | 238 g/km                                                          | 246 g/km                                                          | 221 g/km                                                          | 257 g/km                                                          | 243 g/km                                                          |

### Ottomotoren ab 2009
Die Werte für Höchstgeschwindigkeit, Beschleunigung und Verbrauch beziehen sich auf den Multivan.
|                                             | 2.0                         | 2.0 TSI                           | 2.0 TSI                           | 2.0 TSI                           | 2.0 TSI                           |
| Bauzeitraum                                 | 10/2009–12/2013             | 06/2012–07/2015                   | 07/2015–10/2019                   | 06/2011–07/2015                   | 07/2015–10/2019                   |
| Motorbaureihe                               | VW EA113                    | VW EA888                          | VW EA888                          | VW EA888                          | VW EA888                          |
| Motorkennbuchstabe                          | AXA                         | CJKB                              | CJKB                              | CJKA                              | CJKA                              |
| Motorbautyp                                 | 4-Zylinder-Reihenmotor      | 4-Zylinder-Reihenmotor            | 4-Zylinder-Reihenmotor            | 4-Zylinder-Reihenmotor            | 4-Zylinder-Reihenmotor            |
| Gemischaufbereitung                         | Saugrohreinspritzung        | Direkteinspritzung                | Direkteinspritzung                | Direkteinspritzung                | Direkteinspritzung                |
| Motoraufladung                              | –                           | Turbolader                        | Turbolader                        | Turbolader                        | Turbolader                        |
| Hubraum                                     | 1984 cm³                    | 1984 cm³                          | 1984 cm³                          | 1984 cm³                          | 1984 cm³                          |
| max. Leistung                               | 85 kW (115 PS) bei 5200/min | 110 kW (150 PS) bei 3750–6000/min | 110 kW (150 PS) bei 3750–6000/min | 150 kW (204 PS) bei 4200–6000/min | 150 kW (204 PS) bei 4200–6000/min |
| max. Drehmoment                             | 170 Nm bei 2700–4700/min    | 280 Nm bei 1500–3750/min          | 280 Nm bei 1500–3750/min          | 350 Nm bei 1500–4000/min          | 350 Nm bei 1500–4000/min          |
| Antrieb, serienmäßig                        | Vorderradantrieb            | Vorderradantrieb                  | Vorderradantrieb                  | Vorderradantrieb                  | Vorderradantrieb                  |
| Antrieb, optional                           | –                           | –                                 | –                                 | Allradantrieb (4motion)           | Allradantrieb (4motion)           |
| Getriebe, serienmäßig                       | 5-Gang-Schaltgetriebe       | 6-Gang-Schaltgetriebe             | 6-Gang-Schaltgetriebe             | 6-Gang-Schaltgetriebe             | 7-Gang-DSG                        |
| Getriebe, optional                          | –                           | –                                 | –                                 | 7-Gang-DSG                        | –                                 |
| Höchstgeschwindigkeit                       | 163 km/h                    | 180 km/h                          | 182 km/h                          | 200 km/h                          | 202 km/h (198 km/h)               |
| Beschleunigung, 0–100 km/h                  | 17,3 s                      | 12,5 s                            | 12,5 s                            | 9,5 s                             | 9,5 s (9,9 s)                     |
| Kraftstoffverbrauch auf 100 km (kombiniert) | 10,6 l Super                | 9,8 l Super                       | 9,2 l Super                       | 9,8 l Super                       | 9,0 l Super (9,2 l Super)         |
| CO2-Emission (kombiniert)                   | 243 g/km                    | 228 g/km                          | 210 g/km                          | 228 g/km                          | 206 g/km (212 g/km)               |
| Abgasnorm nach EU-Klassifikation            | Euro 5                      | Euro 5                            | Euro 6                            | Euro 5                            | Euro 6                            |

### Dieselmotoren 2009 bis 2016
Die Werte für Höchstgeschwindigkeit, Beschleunigung und Verbrauch beziehen sich auf den Multivan.
|                                             | 2.0 TDI                          |                                  |                                  |                                            |                                                |
| Bauzeitraum                                 | 10/2009–09/2016                  | 10/2009–09/2016                  | 06/2011–07/2015                  | 10/2009–09/2016                            | 10/2009–09/2016                                |
| Motorbaureihe                               | VW EA189                         | VW EA189                         | VW EA189                         | VW EA189                                   | VW EA189                                       |
| Motorkennbuchstabe                          | CAAA                             | CAAB                             | CAAD                             | CAAC, CCHA                                 | CFCA                                           |
| Motortyp                                    | 4-Zylinder-Reihenmotor           | 4-Zylinder-Reihenmotor           | 4-Zylinder-Reihenmotor           | 4-Zylinder-Reihenmotor                     | 4-Zylinder-Reihenmotor                         |
| Gemischaufbereitung                         | Direkteinspritzung (Common-Rail) | Direkteinspritzung (Common-Rail) | Direkteinspritzung (Common-Rail) | Direkteinspritzung (Common-Rail)           | Direkteinspritzung (Common-Rail)               |
| Motoraufladung                              | Turbolader                       | Turbolader                       | Turbolader                       | Turbolader                                 | Bi-Turbolader                                  |
| Hubraum                                     | 1968 cm³                         | 1968 cm³                         | 1968 cm³                         | 1968 cm³                                   | 1968 cm³                                       |
| max. Leistung                               | 62 kW (84 PS) bei 3500/min       | 75 kW (102 PS) bei 3500/min      | 84 kW (114 PS) bei 3500/min      | 103 kW (140 PS) bei 3500/min               | 132 kW (180 PS) bei 3500/min                   |
| max. Drehmoment                             | 220 Nm bei 1250–2500/min         | 250 Nm bei 1500–2500/min         | 250 Nm bei 1500–2750/min         | 340 Nm bei 1750–2500/min                   | 400 Nm bei 1500–2000/min                       |
| Antrieb, serienmäßig                        | Vorderradantrieb                 | Vorderradantrieb                 | Vorderradantrieb                 | Vorderradantrieb                           | Vorderradantrieb                               |
| Antrieb, optional                           | –                                | –                                | –                                | Allradantrieb (4Motion)                    | Allradantrieb (4Motion)                        |
| Getriebe, serienmäßig                       | 5-Gang-Schaltgetriebe            | 5-Gang-Schaltgetriebe            | 5-Gang-Schaltgetriebe            | 6-Gang-Schaltgetriebe                      | 6-Gang-Schaltgetriebe nur mit Vorderradantrieb |
| Getriebe, optional                          | –                                | –                                | –                                | 7-Gang-DSG nur mit Vorderradantrieb        | 7-Gang-DSG                                     |
| Höchstgeschwindigkeit                       | 146 km/h                         | 157 km/h                         | 163 km/h                         | 173 km/h                                   | 191 km/h                                       |
| Beschleunigung, 0–100 km/h                  | 22,2 s                           | 17,9 s                           | 16,9 s                           | 14,2 s                                     | 11,4 s                                         |
| Kraftstoffverbrauch auf 100 km (kombiniert) | 7,3 l Diesel                     | 7,3 l Diesel                     | 7,0 l Diesel                     | 7,5 l Diesel (8,0 l Diesel) [8,3 l Diesel] | 7,8 l Diesel [8,1 l Diesel] ([8,8 l Diesel])   |
| CO2-Emission (kombiniert)                   | 193 g/km                         | 193 g/km                         | 184 g/km                         | 198 g/km (211 g/km) [219 g/km]             | 205 g/km [214 g/km] ([233 g/km])               |
| Abgasnorm nach EU-Klassifikation            | Euro 5                           | Euro 5                           | Euro 5                           | Euro 5                                     | Euro 5                                         |

### Dieselmotoren 2015–2019
Die Werte für Höchstgeschwindigkeit, Beschleunigung und Verbrauch beziehen sich auf den Multivan.
|                                             | 2.0 TDI                          |                                  |                                  |                                  |                                  |                                                                         |                                     |                                     |                                                                     |
| Bauzeitraum                                 | 07/2015–10/2019                  | 07/2015–10/2019                  | 10/2017–10/2019                  | 12/2016–10/2019                  | 11/2018–10/2019                  | 07/2015–10/2019                                                         | 07/2015–10/2019                     | 10/2018–10/2019                     | 07/2015–10/2018                                                     |
| Motorbaureihe                               | VW EA288                         | VW EA288                         | VW EA288                         | VW EA288                         | VW EA288                         | VW EA288                                                                | VW EA288                            | VW EA288                            | VW EA288                                                            |
| Motorkennbuchstaben                         | CXGA                             | CXGB                             | CXGB                             | CXHB                             | CXHB                             | CXFA/CXHA                                                               | CXFA/CXHA                           | CXEC                                | CXEB                                                                |
| Motorbautyp                                 | 4-Zylinder-Reihenmotor           | 4-Zylinder-Reihenmotor           | 4-Zylinder-Reihenmotor           | 4-Zylinder-Reihenmotor           | 4-Zylinder-Reihenmotor           | 4-Zylinder-Reihenmotor                                                  | 4-Zylinder-Reihenmotor              | 4-Zylinder-Reihenmotor              | 4-Zylinder-Reihenmotor                                              |
| Gemischaufbereitung                         | Direkteinspritzung (Common-Rail) | Direkteinspritzung (Common-Rail) | Direkteinspritzung (Common-Rail) | Direkteinspritzung (Common-Rail) | Direkteinspritzung (Common-Rail) | Direkteinspritzung (Common-Rail)                                        | Direkteinspritzung (Common-Rail)    | Direkteinspritzung (Common-Rail)    | Direkteinspritzung (Common-Rail)                                    |
| Motoraufladung                              | Turbolader                       | Turbolader                       | Turbolader                       | Turbolader                       | Turbolader                       | Turbolader                                                              | Turbolader                          | Bi-Turbolader                       | Bi-Turbolader                                                       |
| Hubraum                                     | 1968 cm³                         | 1968 cm³                         | 1968 cm³                         | 1968 cm³                         | 1968 cm³                         | 1968 cm³                                                                | 1968 cm³                            | 1968 cm³                            | 1968 cm³                                                            |
| max. Leistung                               | 62 kW (84 PS) bei 2750–3750/min  | 75 kW (102 PS) bei 3000–3750/min | 75 kW (102 PS) bei 3000–3750/min | 84 kW (114 PS) bei 3200–4000/min | 84 kW (114 PS) bei 3200–4000/min | 110 kW (150 PS) bei 3250–3750/min                                       | 110 kW (150 PS) bei 3250–3750/min   | 146 kW (199 PS) bei 3800–4000/min   | 150 kW (204 PS) bei 4000/min                                        |
| max. Drehmoment                             | 220 Nm bei 1250–2500/min         | 250 Nm bei 1500–2750/min         | 250 Nm bei 1500–2750/min         | 250 Nm bei 1400–3200/min         | 250 Nm bei 1400–3200/min         | 340 Nm bei 1500–3000/min                                                | 340 Nm bei 1500–3000/min            | 450 Nm bei 1400–2400/min            | 450 Nm bei 1400–2400/min                                            |
| Antrieb, serienmäßig                        | Vorderradantrieb                 | Vorderradantrieb                 | Vorderradantrieb                 | Vorderradantrieb                 | Vorderradantrieb                 | Vorderradantrieb                                                        | Vorderradantrieb                    | Vorderradantrieb                    | Vorderradantrieb                                                    |
| Antrieb, optional                           | –                                | –                                | –                                | –                                | –                                | –                                                                       | Allradantrieb (4Motion)             | Allradantrieb (4Motion)             | Allradantrieb (4Motion)                                             |
| Getriebe, serienmäßig                       | 5-Gang-Schaltgetriebe            | 5-Gang-Schaltgetriebe            | 5-Gang-Schaltgetriebe            | 5-Gang-Schaltgetriebe            | 5-Gang-Schaltgetriebe            | 6-Gang-Schaltgetriebe                                                   | 6-Gang-Schaltgetriebe               | 7-Gang-DSG                          | 6-Gang-Schaltgetriebe                                               |
| Getriebe, optional                          | –                                | –                                | –                                | –                                | –                                | [7-Gang-DSG]                                                            | [7-Gang-DSG]                        | –                                   | [7-Gang-DSG]                                                        |
| Höchstgeschwindigkeit                       | 146 km/h                         | 157 km/h                         | 157 km/h                         | 163 km/h                         | 163 km/h                         | 182 km/h [181 km/h] (179 km/h) ([178 km/h])                             | 182 km/h [181 km/h]                 | 203 km/h (199 km/h)                 | 203 km/h (199 km/h)                                                 |
| Beschleunigung, 0–100 km/h                  | 22,2 s                           | 17,9 s                           | 17,9 s                           | 16,9 s                           | 16,9 s                           | 12,9 s [13,0 s] (13,2 s) ([13,5 s])                                     | 12,9 s [13,0 s]                     | 9,9 s (10,1 s)                      | 9,8 s [9,9 s] (10,0 s) ([10,1 s])                                   |
| Kraftstoffverbrauch auf 100 km (kombiniert) | 5,8–6,1 l Diesel                 | 5,8–6,1 l Diesel                 | 6,6–7,0 l Diesel                 | 6,0–6,2 l Diesel                 | 6,6–7,0 l Diesel                 | 5,9–6,2 l Diesel (5,7–6,0 l Diesel) [6,6–6,7 l Diesel] ([6,3 l Diesel]) | 6,9–7,2 l Diesel [6,4–6,8 l Diesel] | 6,9–7,2 l Diesel (8,1–8,6 l Diesel) | 6,3–6,6 l Diesel (6,1–6,3 l Diesel) [6,7 l Diesel] ([6,6 l Diesel]) |
| CO2-Emission (kombiniert)                   | 152–158 g/km                     | 152–158 g/km                     | 173–182 g/km                     | 156–161 g/km                     | 172–183 g/km                     | 155–161 g/km (149–155 g/km) [171–174 g/km] ([163 g/km])                 | 181–189 g/km [168–177 g/km]         | 182–188 g/km (213–225 g/km)         | 165–171 g/km (160–164 g/km) [176 g/km] ([172 g/km])                 |
| Abgasnorm nach EU-Klassifikation            | Euro 6                           | Euro 6                           | Euro 6d-TEMP                     | Euro 6                           | Euro 6d-TEMP                     | Euro 6                                                                  | Euro 6d-TEMP                        | Euro 6d-TEMP                        | Euro 6                                                              |

### Dieselmotoren ab 2019 (T6.1)
Die Werte für Höchstgeschwindigkeit, Beschleunigung und Verbrauch beziehen sich auf den Transporter mit kurzem Radstand.
|                                             | 2.0 TDI                          |                                  |                                  |                                                                         |                                     |                                     |
| Bauzeitraum                                 | 10/2019–02/2021                  | 02/2021–07/2024                  | 12/2020–07/2024                  | 10/2020–07/2024                                                         | 10/2019–02/2021                     | 02/2021–07/2024                     |
| Motorbaureihe                               | VW EA288                         | VW EA288 Nutz (1)                | VW EA288 Nutz (1)                | VW EA288 Nutz (1)                                                       | VW EA288                            | VW EA288 Nutz (1)                   |
| Motorkennbuchstaben                         | CXGD                             | DNAC                             | DNAB                             | DNAA                                                                    | CXEC                                | DMZA                                |
| Motorbautyp                                 | 4-Zylinder-Reihenmotor           | 4-Zylinder-Reihenmotor           | 4-Zylinder-Reihenmotor           | 4-Zylinder-Reihenmotor                                                  | 4-Zylinder-Reihenmotor              | 4-Zylinder-Reihenmotor              |
| Gemischaufbereitung                         | Direkteinspritzung (Common-Rail) | Direkteinspritzung (Common-Rail) | Direkteinspritzung (Common-Rail) | Direkteinspritzung (Common-Rail)                                        | Direkteinspritzung (Common-Rail)    | Direkteinspritzung (Common-Rail)    |
| Motoraufladung                              | Turbolader                       | Turbolader                       | Turbolader                       | Turbolader                                                              | Bi-Turbolader                       | Bi-Turbolader                       |
| Hubraum                                     | 1968 cm³                         | 1968 cm³                         | 1968 cm³                         | 1968 cm³                                                                | 1968 cm³                            | 1968 cm³                            |
| max. Leistung                               | 66 kW (90 PS) bei 2750–4250/min  | 66 kW (90 PS) bei 2750–4250/min  | 81 kW (110 PS) bei 3200–4250/min | 110 kW (150 PS) bei 3250–3750/min                                       | 146 kW (199 PS) bei 3800–4000/min   | 150 kW (204 PS) 4000/min            |
| max. Drehmoment                             | 220 Nm bei 1250–2500/min         | 250 Nm bei 1500–3000/min         | 250 Nm bei 1500–3000/min         | 340 Nm bei 1500–3000/min                                                | 450 Nm bei 1400–2400/min            | 450 Nm bei 1400–2250/min            |
| Antrieb, serienmäßig                        | Vorderradantrieb                 | Vorderradantrieb                 | Vorderradantrieb                 | Vorderradantrieb                                                        | Vorderradantrieb                    | Vorderradantrieb                    |
| Antrieb, optional                           | –                                | –                                | –                                | Allradantrieb (4Motion)                                                 | Allradantrieb (4Motion)             | Allradantrieb (4Motion)             |
| Getriebe, serienmäßig                       | 5-Gang-Schaltgetriebe            | 5-Gang-Schaltgetriebe            | 5-Gang-Schaltgetriebe            | 6-Gang-Schaltgetriebe                                                   | 7-Gang-DSG                          | 7-Gang-DSG                          |
| Getriebe, optional                          | –                                | –                                | –                                | [7-Gang-DSG]                                                            | –                                   | –                                   |
| Höchstgeschwindigkeit                       | 152 km/h                         | 152 km/h                         | 164 km/h                         | 183 km/h [182 km/h] (180 km/h) ([178 km/h])                             | 201 km/h (198 km/h)                 | 201 km/h (198 km/h)                 |
| Beschleunigung, 0–100 km/h                  | 17,5 s                           | 17,5 s                           | 14,3 s                           | 12,9 s [13,0 s] (13,2 s) ([13,5 s])                                     | 9,1 s (9,3 s)                       | 9,1 s (9,3 s)                       |
| Kraftstoffverbrauch auf 100 km (kombiniert) | Diesel                           | Diesel                           | 6,2 – 7,0 l Diesel               | 5,9–6,2 l Diesel (5,7–6,0 l Diesel) [6,6–6,7 l Diesel] ([6,3 l Diesel]) | 6,1–6,9 l Diesel (7,0–7,8 l Diesel) | 6,1–6,9 l Diesel (7,0–7,8 l Diesel) |
| CO2-Emission (kombiniert)                   | g/km                             | g/km                             | 164 – 186 g/km                   | 155–161 g/km (149–155 g/km) [171–174 g/km] ([163 g/km])                 | 160–183 g/km (185–206 g/km)         | 160–183 g/km (185–206 g/km)         |
| Füllmenge AdBlue-Behälter                   | 13 l                             | 22 l                             | 22 l                             | 22 l                                                                    | 13 l                                | 22 l                                |
| Abgasnorm nach EU-Klassifikation            | Euro 6d TEMP-EVAP-ISC            | Euro 6d-ISC-FCM                  | Euro 6d TEMP-EVAP-ISC            | Euro 6d TEMP-EVAP-ISC                                                   | Euro 6d TEMP-EVAP-ISC               | Euro 6d-ISC-FCM                     |